# 波音747

A380與波音747横截面对比

波音747，又稱為「珍寶客機/巨無霸客機」（Jumbo Jet），是全世界首款生产出的廣體民航飛機，由美國波音民用飞机集团製造。波音747雛型的大小是1960年代被廣泛使用的波音707的兩倍。由1970年投入服務至2007年空客A380起役爲止，波音747一直保持全世界載客量最高飛機的纪录長達37年。
波音747是一款半雙層四引擎飛機，可用于載客、載貨、軍事或其它用途，例如作為美國總統指揮專機和空軍司令部。747上層甲板的設計令它的貨機型號能夠在機首加裝貨艙門，客機型號則可以增加額外座位，使得三級座艙設計（即是分為經濟，商務和頭等艙）的載客量達到416人，而雙級艙設計的載客量則高達524人。747這種大型客機在1969年橫空出世，令民航載客量顯著的增加，並降低了機票成本與價格，普羅大眾環遊世界也成為了可能，對於世界產生了巨大的影響。
80年代隨著超音速客機的問世及持續發展，部份業界人士预测波音747將會慢慢退役，但直到1993年，波音747累計超過1,000架的訂單使他們的預測落空。至2023年停產爲止，54年間共製造了1,574架波音747。波音747的最新型號為747-8，已在2011年正式投入服務。雖然747的載客量至2010年代為止非常興盛，但因為雙引擎中大型客機帶來的經濟效益更好，加上四引擎的燃油效益仍然過低，2017年6月波音就宣佈即將停產客運用的747-8，但仍繼續生產貨運用的747-8F及特殊型號（如空軍一號、波音商務客機）。
由於2019冠狀病毒病疫情，導致航空運輸需求銳減，波音於2020年7月宣佈決定於2022年停產所有747系列飛機，并於2023年1月31日交付最後一架747-8F至亞特拉斯航空後正式停產，結束其長達54年的生產歷史。

## 發展

### 背景
在1963年，美國空軍为开发一种大型戰略運輸機而展開一連串的研究。虽然美國已经开始購入C-141“运输星”，但当局认为需要一款体积更大、性能更强的运输机，能夠携帶当时所有运输机都无法负载的特大型貨物。研究最终衍生出「CX-X」（Cargo, Experimental, no number，货运、实验性的、无编号）设计，載重量達180,000磅，速度達0.75馬赫（500英里或805公里），載重115,000磅的航程達5,000海里（9,260公里），載貨空間為寬17英尺（5.18米）、高13.5英尺（4.11米）和長100英尺（30.5米）。
CX-X早期的設計，是由六台發動機提供推力，但是CX-X的設計相比C-141，未顯得有任何大進步而值得開發，於是一款稱為「重型後勤系統」（Heavy Logistics System, CX-HLS）的飛機計劃在1964年4月27日誕生。CX-HLS由四台發動機提供推力，增加了發動機推力，並提升了燃油效率。1964年5月18日，機身提案到達了波音、道格拉斯、洛克希德、通用動力和馬丁·馬瑞塔公司手上，經過篩選後，波音、道格拉斯和洛克希德給予關於機身的附加合約，發動機由普惠或通用电气航空公司提供。
三間公司的提案各有一些共通特色，其中一個與747外型有點相似。CX-HLS的設計可以擕帶重型貨物，但是駕駛艙位於傳統位置，當飛機墜毀時，貨物會向前推而壓傷飛行員。三家公司都因這問題而困擾，於是道格拉斯公司便在機翼前上方增加一個小吊艙；洛克希德公司的設計是把駕駛艙放在上層，採用高單翼設計，四台發動機吊掛在主翼下；波音公司的設計便是增加一個較大的吊艙。
1965年，洛克希德公司的設計和通用電氣的發動機成功地奪得美國空軍的訂單，成為後來的C-5「銀河」運輸機。

### 波音747計劃

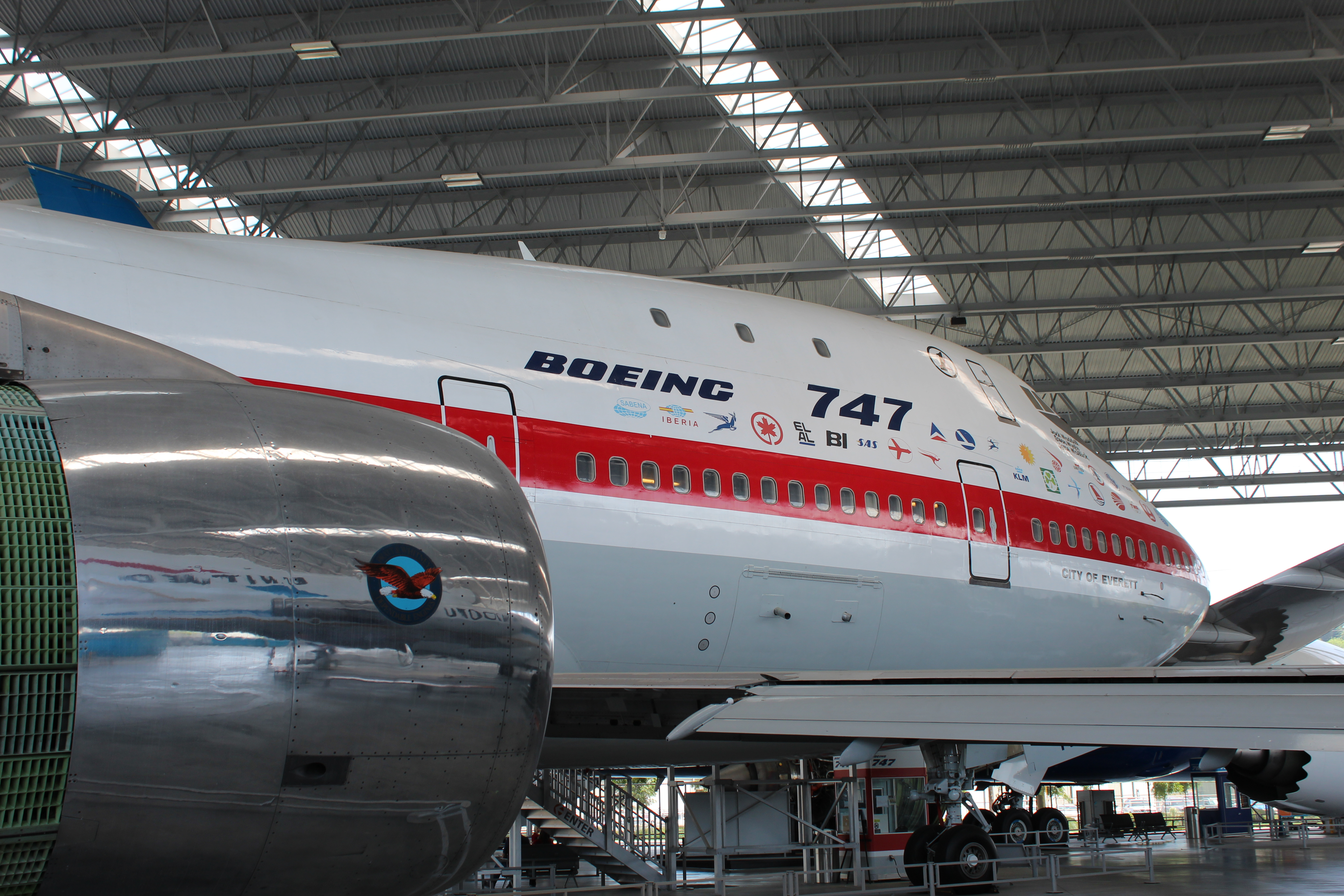
747的原型機，機號N7470，暱稱「艾佛瑞特城號」，現存於美國華盛頓州波音公司廠區旁的飛行博物館，目前該機已經整修後移入展館保存。

波音747的誕生是因為空中旅行在1960年代的流行，当时的波音707和DC-8引發了噴射旅行革命，進入了一個商業噴射飛機的新時代。雖然不久前波音公司失去CX-HLS的訂單，但是泛美航空總裁胡安·特里普要求波音公司研製一款比波音707大兩倍的客機。因为当时中小型飞机的运力严重不足导致机场挤满了候机旅客，因此胡安·特里普認為新的大型飛機能解決此問題。
1965年，喬·薩特（Joe Sutter）由波音737開發小組調至管理波音747的開發計劃，他與泛美航空等公司接洽，並了解他們對新飛機的需求。業界認為，波音747最終會被超音速客機取代，於是波音公司便回應，即使747不受旅客歡迎，也可以用來運載貨物。波音747的貨運角色，明確地顯示它能支援一般船隻所用的標準貨櫃（TEU）尺寸為前方8x8尺、長20或40尺，能夠支援2x2x2或2x2x3貨櫃，此貨櫃款式與CX-HLS計劃相似。
1966年4月，泛美航空訂購了25架波音747-100，總共價值5亿2500萬美元，簽署儀式在西雅圖舉行，剛好正是波音公司成立50週年，泛美航空總裁胡安·特里普說：「相比起洲際彈道飛彈，波音747是人類的和平武器」，此話是根據當時波音747計畫的高層馬爾科姆·斯塔姆帕（Malcolm T. Stamper），在受訪時所說。因為泛美航空是波音747啟動客戶之一，因此泛美航空有能力改變747的設計和發展。

### 設計
CX-HLS的高單翼設計最終沒有用於波音747上，而747的原本設計是採用雙層甲板設計，下層每行8座位的座位排列方式，設有一條通道，而上層採用每行7座位的座位排列方式，設有一條通道，可是，因為逃生路線和載貨量的關係，此設計在1966年被取消了。駕駛艙因此而放在上層甲板，使貨艙門能夠覆蓋整個機鼻，這設計成為了波音747的特色。波音747处于設計雛型阶段时，設計團隊不知如何處理在駕駛艙後面的空間，因此早期747的这段空間成為了機組人員沒有固定座位的休息室或頭等艙乘客休息室。而在747之前采用上层驾驶舱隆起设计的飞机还有20世纪60年代初的ATL-98运输机及AW660大商船運輸機。

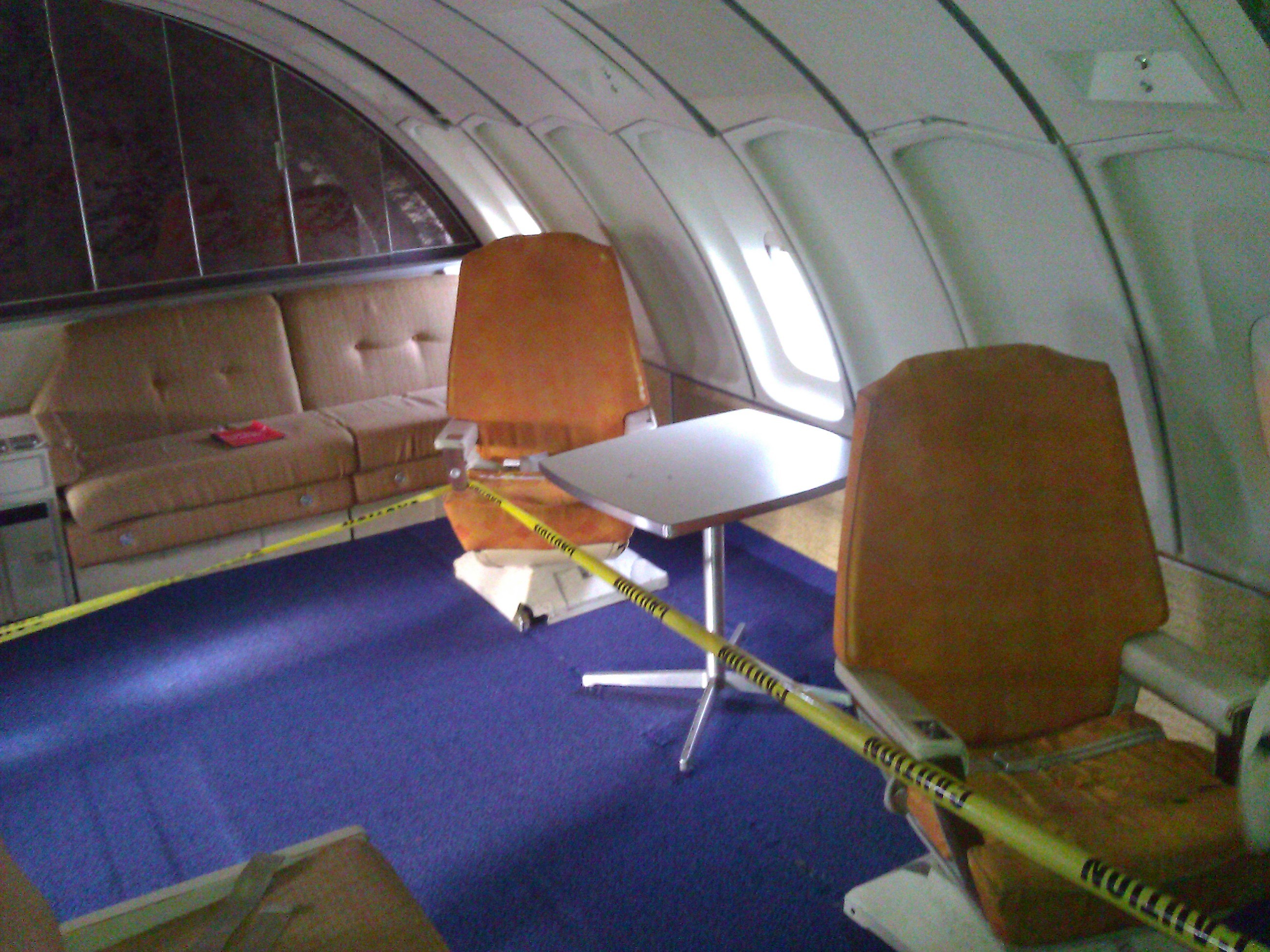
早期波音747的上層空間多用作頭等艙乘客休息室

波音747是採用高旁通比渦輪扇葉發動機，這種發動機的耗油量較低，推力亦較大。通用電氣公司雖然是高旁通比渦扇發動機的先驅者，卻因為專注於C-5銀河的發動機的開發而沒有參與波音747發動機的開發，而普惠公司也一樣要專注於C-5銀河的發動機的開發，可是在1966年出現了轉機，普惠公司與泛美航空同意研發一款新的發動機，稱為JT9D，作為波音747的引擎。
波音747的設計是採用一個新的方法，稱為失誤樹分析法（fault tree analysis），從系統的失效現象做出發，根據這些失效現象，分析失效發生的原因及造成系統失效的可能部位。為了提高波音747的安全和飛行能力，波音747擁有4套備用液壓系統，多重結構備用裝置，分離式控制面版，強化起落架設計，以及能讓飛機在標準跑道長度起降的成熟機翼控制系統。
波音747計劃對波音公司來說是一項賭注，是金錢和科技的賭注。1967年，波音公司同意於1969年末把首架747交付給泛美航空，但波音距離交付時間只剩下28個月，需要加快進度完成，因此人們給此工程別名為「不可思議」（The Incredibles）。

### 新廠房
波音公司並沒有足夠的地方生產這款大型飛機，因此波音公司需要建造一個新廠房，新廠房地點將會在50個候選城市中的其中一個。1966年，波音公司於華盛頓州西雅圖以北約30英里處的艾佛里特佩恩机场買了一塊780英畝（約3.156平方公里）的土地作為新廠房，新廠房是全世界最大的飛機廠房，而整平新廠房的地基是需要移動超過310萬立方公尺土地。
波音747的開發和生產已成為波音公司的一項重大挑戰，於是波音總裁威廉·艾倫（William M. Allen）派馬爾科姆·斯塔姆帕前往新廠房，監督新廠房和波音747的建造。由於時間緊迫，在新廠房的天花板蓋好之前，已經開始建造747原型機。

### 測試

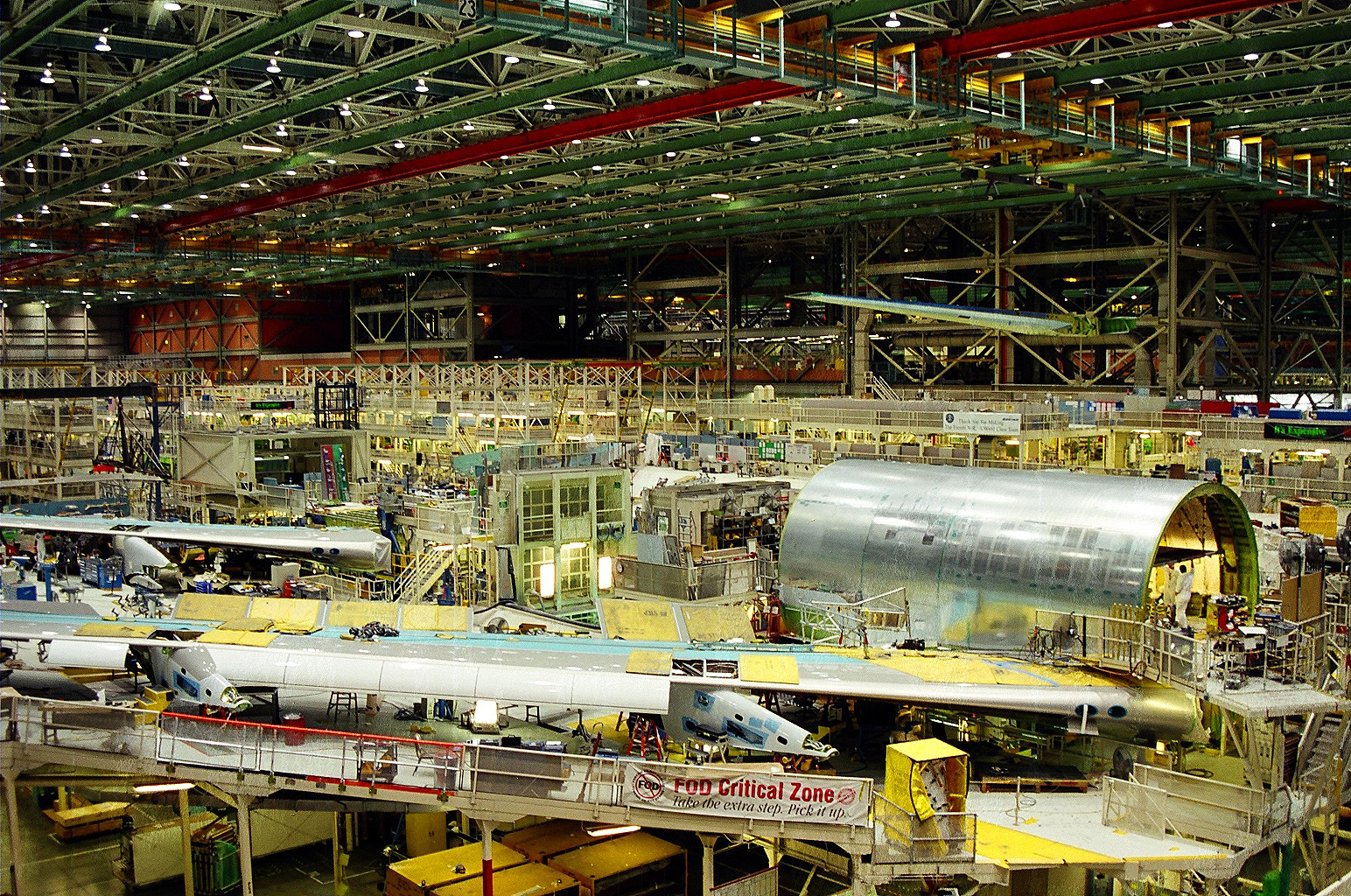
波音747組裝線

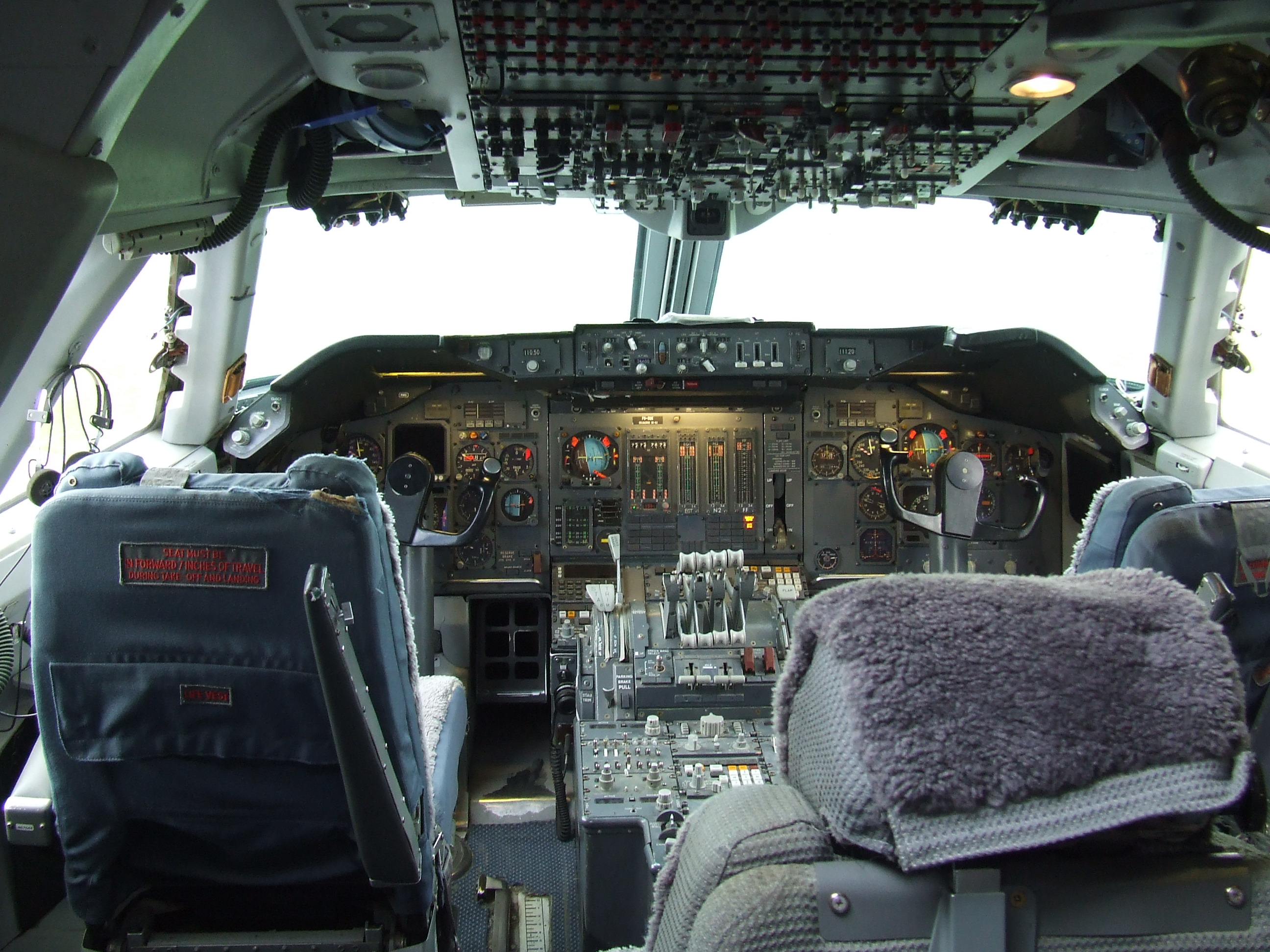
類比式驾驶舱

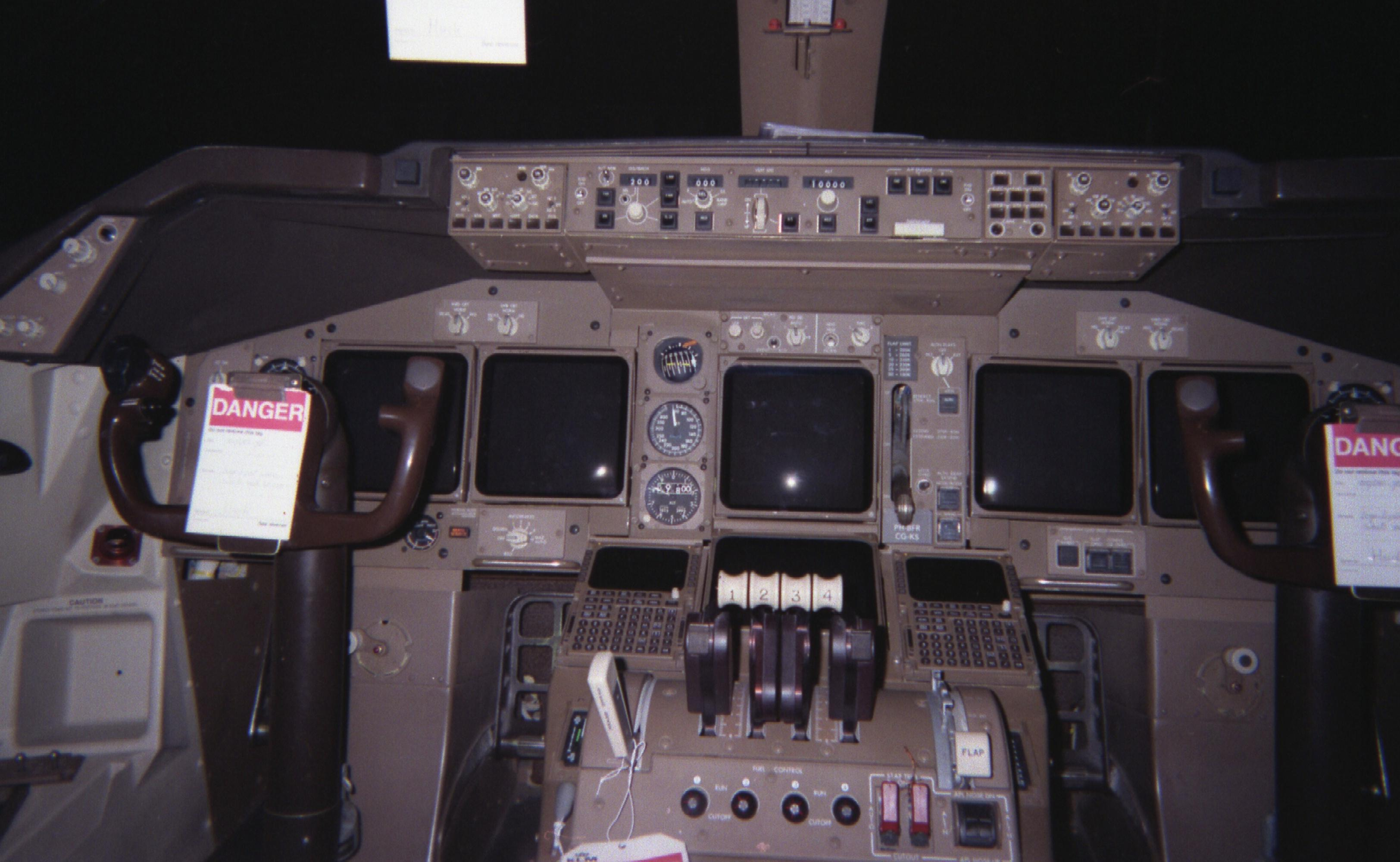
數碼化驾驶舱

在首架波音747完成裝配之前，已經展開了測試工作。其中一項重要的測試是逃生測試，560人需要在限定時間內全部從模擬機艙撤離。首次逃生測試用了2分半鐘，比美國聯邦航空局要求的90秒慢許多，當中有些人更受了傷，隨後的測試雖然達到聯邦航空局的要求，但招來的是有更多人受傷，傷者大多是從上層甲板逃生的。
當747仍在建造時，波音公司設計一項特別的訓練計劃稱為「韋德爾的馬車」（Waddell's Wagon，一名747測試飛行員傑克·韋德爾為它命名）的模擬駕駛艙，該計劃允許飛行員模擬在駕駛艙練習滑行此大型飛機。
1968年9月30日，首架747出廠，26家訂購747的航空公司分派空中服務員參加命名儀式。
接下來的數個月，波音公司要準備747的飛行測試。波音747於1969年2月9日首飛，由傑克·韋德爾（Jack Waddell）和布里恩·威格（Brien Wygle）操作，傑斯·沃利克（Jess Wallick）擔任飛航工程師。儘管襟翼出現了一個小問題，不過整個飛行過程是十分良好，且不會出現「荷蘭滾」情況。
在最後的測試環節中，颤振试飞顯示了機翼在某種度下會受到振蕩，而減少機翼組件能在一定程度上解決這問題。在短艙加裝貧鈾配重塊只能解決早期747型號的高速颤振問題，但這措施導致一些空難事件，如1991年的中華航空358號班機和1992年的以色列航空1862號班機於墜毀處發生核汙染的問題。。
747的飞行测试计划因为JT9D發動機出現問題而受阻，其中的困难包括因油门高速移動而引致發動機熄火和渦輪機壳在短期使用后即出现变形。這些問題令波音747的交付延期数月，并使30多架等待安装新发动机的客机在廠房停滞。後來五架測試飛機中的一架在尝试降落波音公司位于伦顿的厂房──伦顿市机场──時严重受损，747的测试计划因此再度延迟；当时飛機的測試裝備被移除並改裝為客艙，降落时在短跑道外提前接地，起落架飞脱。這些問題未能阻止波音公司的747飛機去參加1969年的巴黎航空展，該航空展令波音747首次公開亮相。1969年12月，波音747完成了美國聯邦航空局的測試，表示它能正式投入服務。
747的開發和新廠房的建造使波音公司幾乎陷入破產邊緣，甚至要向銀行借款，在首架飛機交付前數個月，波音公司再度要求增加資金以完成747的開發，如果銀行拒絕波音的請求，波音公司可能要面臨倒閉。最終，波音的賭注不但成功了，並支配了接下來數十年的大型飛機市場。

### 投入服務

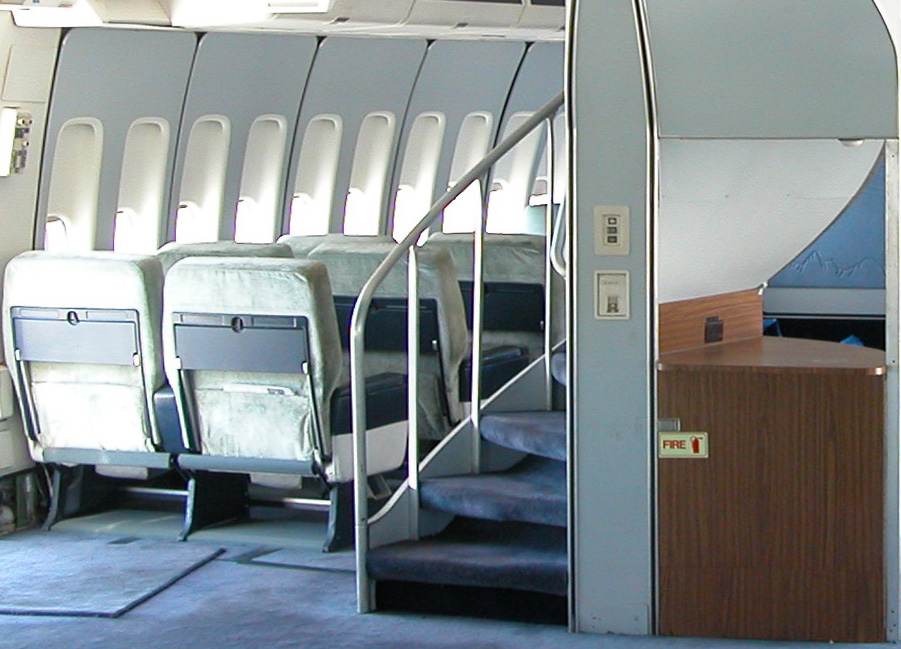
波音747-100和-200型的樓梯是採用螺旋型設計

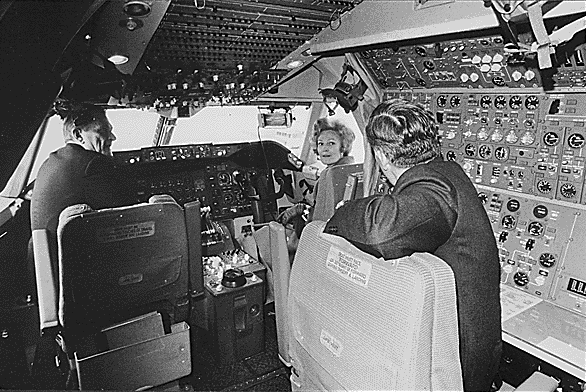
帕特·尼克松在泛美航空首架波音747的驾驶舱内

在1970年1月15日，美國第一夫人帕特·尼克森（Pat Nixon）在華盛頓杜勒斯國際機場（Dulles International Airport）主持泛美航空首架747的命名儀式，該飛機在一星期後投入服務，負責紐約—倫敦航線。該次飛行原定是在1月21日進行，但由於負責該趟飛行的747引擎過熱不能參與，所以足足耽誤了六小時才由另一架747負責飛行，而原本故障的747則回廠檢修。
747投入服務的過程十分順利，事實證明了規模較小的機場也一樣可以容納747，雖然出現了些技術小問題，但都很快地解決了。自泛美航空的747投入服務後，其它訂購了747的航空公司爭相投入服務，以提高自己的競爭力。波音估計逾半訂購747早期型號的航空公司，都是把它們用作執行長途航線，而非高載客量的航線。雖然波音747的人均營運成本相對較低，但要高載客率才有利可圖，根據計算，一架70%載客率的747的燃油耗量是一架全滿747的95%。
1973年，石油危機爆發，隨著營運成本上升，一些航空公司發現747的營運對他們來說幾乎無利可圖，於是便使用同期的DC-10、L-1011或較後期的波音767和A300代替747，有些航空公司雖然繼續使用747，但他們會拆去一些座位，改裝成為酒吧等，美國航空在1983年把747改裝成為貨機，並用自己的747與泛美航空的DC-10交換，而達美航空亦在數年後把747除役。
1980年代，國際航班經傳統轉運站而到達其它小城市越來越普及，這趨勢雖然削弱了747的競爭力，但仍有許多航空公司繼續使用747來營運太平洋航線；在國內線需求極高的日本，747是日本國內線的主力機隊。
由於波音747的高知名度與廣泛運用，經常被用作為電影（尤其是空難電影）的背景或道具，曾經有747入鏡的影片不計其數，例在1996年上映的電影《747絕地悍將》（Executive Decision）、1997年上映的電影《空軍一號》（Air Force One）、2006年上映的電影《毒蛇嚇機》（Snakes on a Plane）和2007年上映的電影《死亡客機》（Flight of the Living Dead: Outbreak on a Plane）。除了电影，在不少欧美、日韩动漫影视和游戏作品里面，都有747的身影出现。在著名第一人称射击游戏《反恐精英》之中有3張相關地图（cs_747、zm_747、dm_747）。在奇幻系輕小說《Fate/Apocrypha》中被黑之陣營大量用以追擊奪走大聖杯的紅之陣營。在3D动画电影《赛车总动员2》里面，闪电麦昆和朋友们乘坐那架客机也是747拟人化而来。在《名侦探柯南》剧场版《银翼的魔术师》、《業火的向日葵》中的飞机也是波音747。而波音也曾经在著名的社交平台新浪微博发起一条名为“寻找747”的微博，引起广大航空爱好者的强烈关注。

### 後續發展

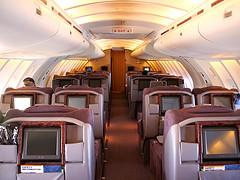
後期747型號加長了上層甲板

四款世上最大型飛機的尺寸比較

波音開發完了747-100之後，再開發一款擁有較高起飛重量的-100B和高載客量的短程型-SR（多用于日本国内航线，同时因频繁的起落次数而加强了起落架），最大起飛重量提高表示能夠裝載更多燃料飛行得更遠，相当于今天的-ER（波音/麥道）/IGW（麦道）/HGW（空客）。-200型在1971年投入服務，採用更高效率的發動機和提高了最大起飛重量，該型號的用途可仔細分為客運、貨運（-F），客货转换（-C）和客貨混合（M，即Combi）。1970年代中期，波音公司又開發了一款缩短机身但航程較遠的-SP（Special Performance）。
1980年波音公司又開發了-300型，主要是增加了載客量，計劃代號為747SUD，意即「延長上層甲板」（Stretched Upper Deck），但此代號很快地更名為747EUD（Extended Upper Deck），名稱雖然不同，意思仍舊一樣。首架747-300在1983年建造，除了延長上層甲板，還提高航速和載客量，並設有客運、客貨混合、SR和后期改造的货运型号。同一時期，波音開始為航空公司提供-100和-200的上層甲板延長改造方案。
1985年，波音公司再度開發一款新型號名為747-400，該型號配備玻璃座艙，需要的機師由三人減少至兩人。隨著研發成本上升，應航空公司要求而加入的新技術，再加上員工經驗不足使飛機延期，使-400型在1989年才能投入服務。
繼B747-400之後，波音公司有意再延長747。1996年，波音公司宣佈波音747-500X和波音747-600X計劃，新計劃需要約50億美元去開發，但因為航空公司不感興趣而沒有執行該計劃。在2000年，波音公司再度宣佈新的747X和747X衍生型號以回應空中巴士的A3XX，同樣地因航空公司不感興趣而沒有執行，波音便在2001年宣佈開發音速巡航者以代替747X，但航空公司不感興趣而停止開發，取而代之的是波音787；然而，那些計劃亦不是一無是處，有些概念應用在波音747-400ER上。波音放棄多個計劃後，有業界對波音公司的新飛機計劃有點擔憂，但在2004年，波音宣佈一個新的747計劃，該計劃終於被波音採用了，新747計劃與747-X相似，當中有些技術更是改良自波音787技術。

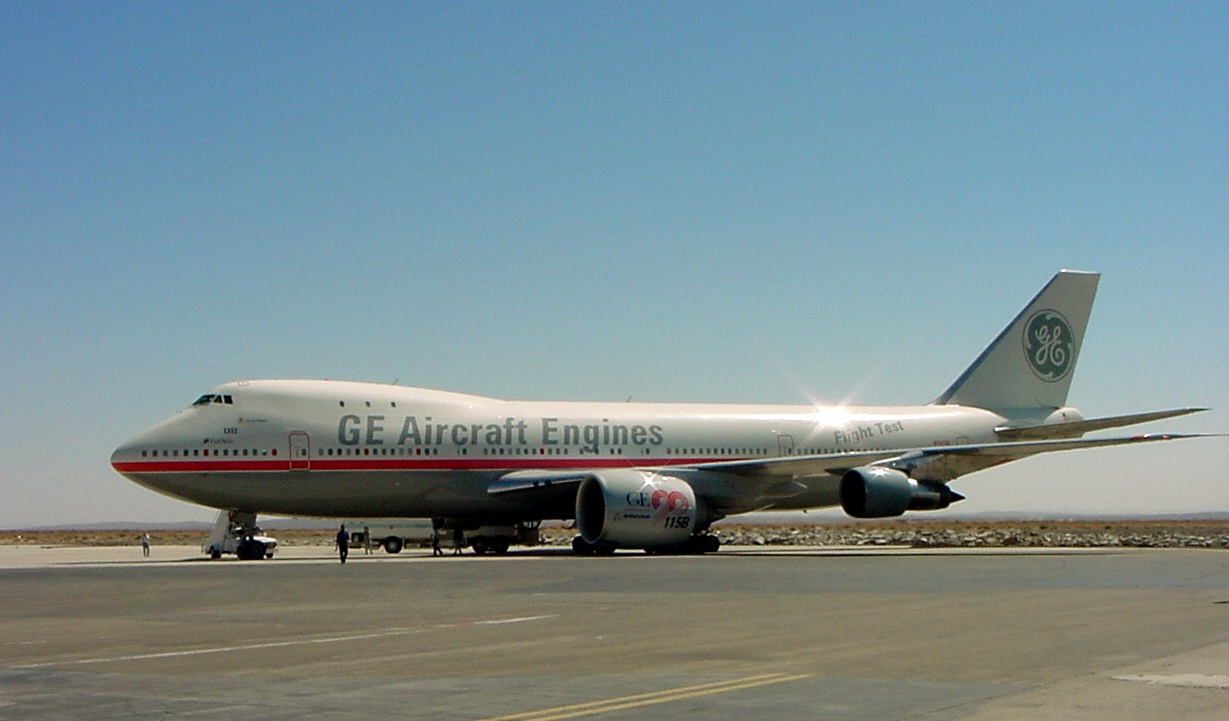
2002年，通用電氣的747-100測試機正在莫哈維機場進行GE90-115B發動機的測試（該機原為泛美航空N744PA，1992年改為N747GE）

在2005年11月14日，波音宣佈新開發747-8，而波音亦希望對手A380延期交付會使747-8的訂單有所增長。兩家空中巴士買家與波音公司附加合約訂購747-8，兩家訂購了A380的公司宣佈取消A380訂單，但亦有少數航空公司會接受A380延期交付或考慮訂購747-8或B777F。
在2007年A380投入服務之前，波音747曾是全世界載客量最高的飛機，在1991年的所羅門行動中，一架以色列航空波音747破紀錄地運送了1087名乘客。波音747曾是全世界最重的飛機直至1982年An-124運輸機的出現。至於擁有翼展最長的飛機，則是由只飛行過一次的休斯H-4大力神在长期佔據此名譽，但未来将被波音777X系列代替成为翼展最長的飛機。
一些747被改裝用作特別用途，通用電氣公司擁有1架747-100（編號N747GE，已退役）用作測試自己的發動機，一架由長青國際航空改裝的747用作救火之用。波音747客機停產後將由Y3計劃取代。

## 淡出/退役/封存
雖然波音747這種超大載客量珍寶客機曾經帶來商業飛行的革命，但基於較大油耗和乘客量不佳等因素，而且現代更符合燃油效益的雙引擎飛機不斷推陳出新，波音公司終於在2017年6月宣佈，被譽為「空中女王」的747飛機將全面退出客機市場，并全面由波音777、787替代，只留下貨機和特殊用途飛機，如空軍一號。
受新冠肺炎疫情影響，部分航空公司將部分747客機全數退役，亦有部分將全數747-8客機封存直至航空業恢復正常。2020年7月6日，波音正式宣布将停产747（包括目前仍在生产的747-8系列），最后一架747于2022年出厂。
2022年12月6日，最后一架波音747下线，至此波音747正式停产。2023年1月31日，波音向亚特拉斯航空交付最后一架波音747-8货机。這也是波音747最后一次商业交付。

## 特色

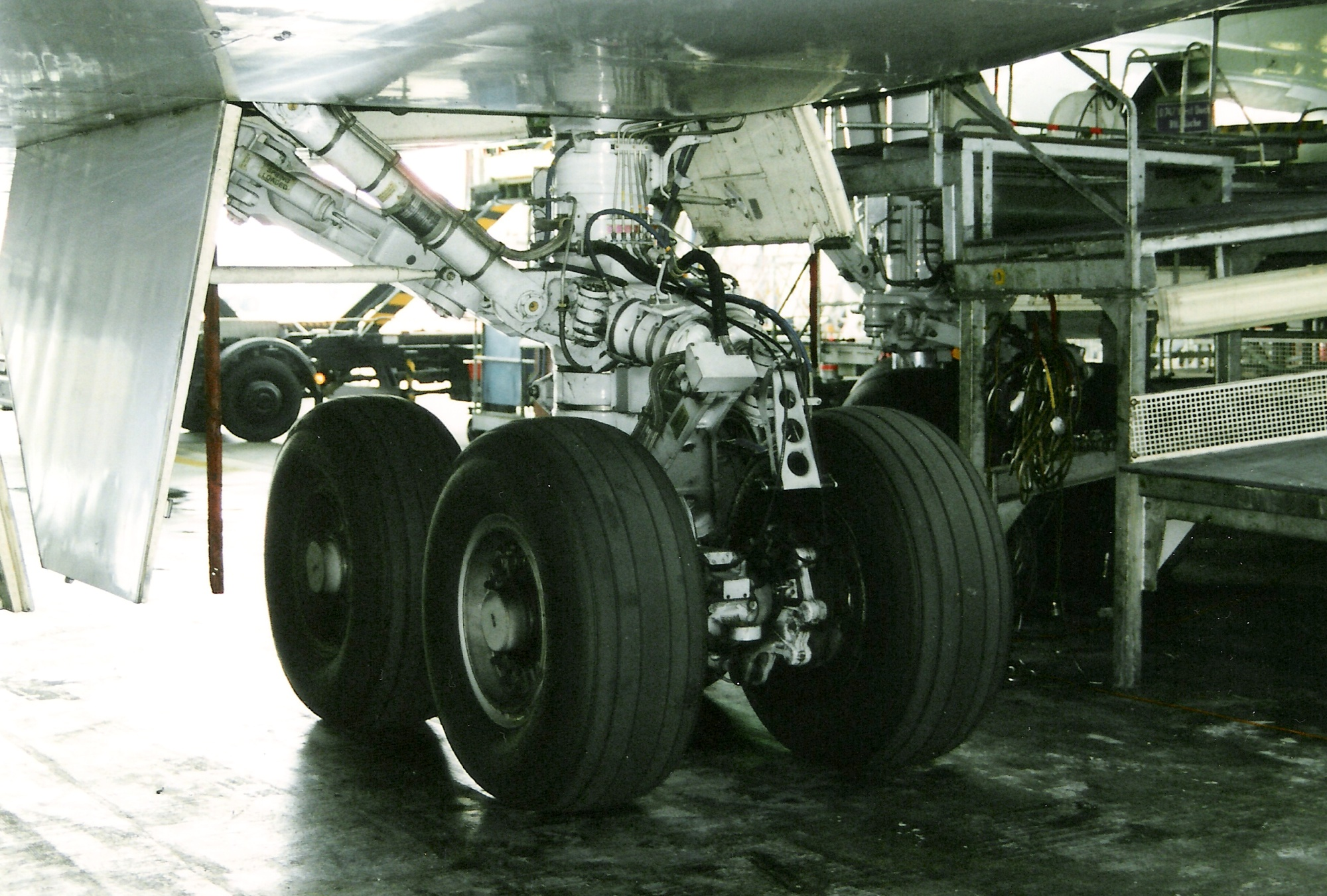
747機輪

波音747是一款雙層、廣體、雙通道、四發動機的飛機，其機翼後掠角為37.5度，此角度是為了提高巡航速度之用，最佳巡航速度為0.84-0.88馬赫（視型號而定），且能夠停泊在飛機棚。如果747客艙主層的經濟艙座位以3-4-3和頭等艙1-2-1的排列，上層以2-2排列方式，747的載客量會超過366人。波音747的駕駛艙位於上層甲板，駕駛艙後面的空間可以用作客艙或機員休息室，貨機型號有可掀起的機鼻艙門；747-100B的買家可選擇延長上層甲板，以增加載客量，但在較後期的型號中上層甲板的延長成為了747的標準設計。
747的最大起飛重量由73萬5千磅（334,000公斤，-100型）至97萬磅（439,985公斤，-8型）不等，航程由5,300海里（6,100英里、9,800公里，-100型）至8,000海里（9,210英里、14,815公里，-8I型）不等。
因此波音747擁有4套液壓系統、多重結構備用裝置、18個機輪以支撐如此笨重的飛機，當機輪爆胎時，也能確保飛機可以順利滑行；而747擁有多組機輪是為了確保當降落時兩組壞了，餘下的都能夠支撐整架飛機；而分離式控制面板及精密的三槽式襟翼能夠降低降落速度，以確保跑道有足夠長度去容納飛機，減少飛機滑行距離。早期747型號能夠在發動機與機身之間、在機翼下增加第五個吊艙以容納一個不會運作的發動機，用作運送後備發動機。

## 型號
波音747-100是747的原始型號，在1966年開發，747-200在1968年接到訂單後便進行開發，而747-300和747-400分別在1980年和1985年開發，而最後型號747-8是在2005年宣佈開發。每款747都有其衍生型號。在早期747型號中有許多都是同期生產的。

### 747-100

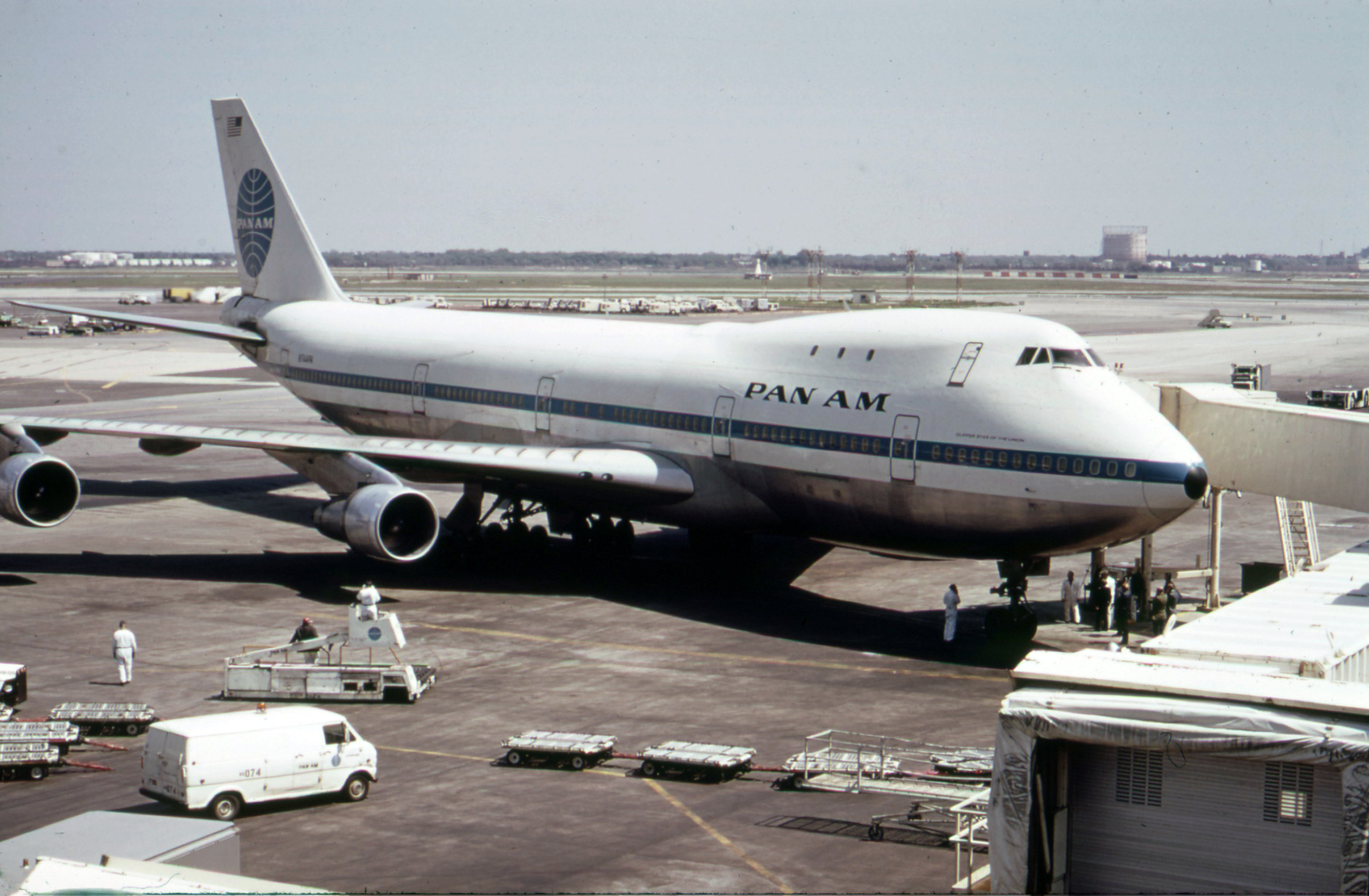
泛美航空為波音747的啟動用戶

早期生產的波音747-100上層甲板只有6個窗口（每邊3個）屬於機員休息室或頭等艙休息室的窗口，後來有航空公司想把機員休息室改建為客艙，波音公司為了回應航空公司的需求，便在上層甲板增加4個窗口來容納客艙；有些航空公司選擇自行改建747-100的客艙設計。1974年，比利時航空的兩架波音747-129客機被波音公司改裝為客貨混裝機，成為747客貨混裝型號的雛形。
波音公司雖然沒有研發747-100型貨機，但自1974年起有少數客機改裝為貨機，被稱為波音747-100SF。747-100總共交付了250架（所有型號包括747SP），當中167架是747-100、45架SP、29架SR和8架-100B，最後一架在1986年交付，机型为波音747-146。

#### 747-100SR

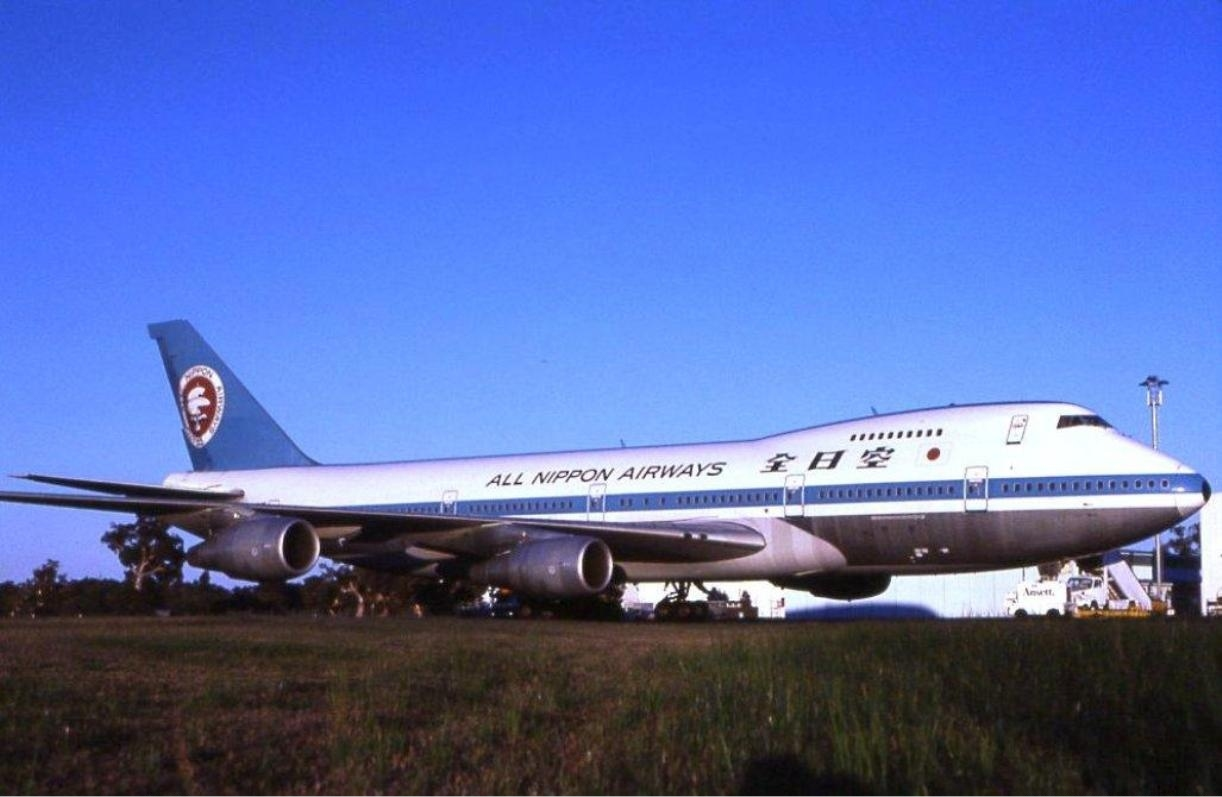
全日本空輸的747SR（使用通用電氣CF6-45A2引擎；當時全日空以达·芬奇設計的直升機為標誌）

波音公司按日本航空公司的要求而在747-100的基礎上研發一款短程用客機747SR（Short Range），增強了機體結構以抵受頻密的起降次數，減少了燃料缸並增加載客量至498人，後期更可高達550人（全經濟艙）。由於747SR的燃油負載量少了20%，因此多出的空量能夠強化機翼、機身和機輪結構。747-100SR在1973年10月7日投入服務，至1975年共生产7架。这七架747SR的最大起飞重量为520,000磅（240,000），发动机为推力减至43,000磅力（190,000牛頓）的JT9D-7A，全部交付给日本航空。
1978年，波音在747SR的基础上推出结构加强、最大起飞重量更大的747BSR，该型号于1978年11月3日首飞，首两架同年12月交付给全日本空輸，全日空也成为-100BSR的主要用户，自1979年1月25日至2006年3月10日共计运营17架该型机，且全部使用CF6-45A2发动机，而日航也曾运营3架装有JT9D发动机的-100BSR。。
日本航空作營運的747SR的載客量高達563人，最後一架在2006年第三季退役。而全日空曾營運不少747BSR，載客量為455至456人，最後一架在2006年3月10日退役。日本航空和日線航空曾營運747-300SR，主要負責國內線和部份亞洲航線，已於2009年7月退役。一架747-100SR（原日航JA8117）由美國NASA改裝為可揹負太空梭飛行的SCA（太空梭運輸機）。

#### 747-100B
1978年，波音在-100SR的基础上推出747-100B。波音747-100B擁有更強的機身、更強的起落架設計和增加了最大起飛重量，提高至750000磅（340000公斤）。747-100B製造總數僅8架，客戶只有伊朗航空和沙特航空，航空公司可選用勞斯萊斯或通用電氣的發動機，但只有沙特航空選用勞斯萊斯發動機，伊朗航空的唯一一架747-100B则使用普惠JT9D-7A。

### 747SP

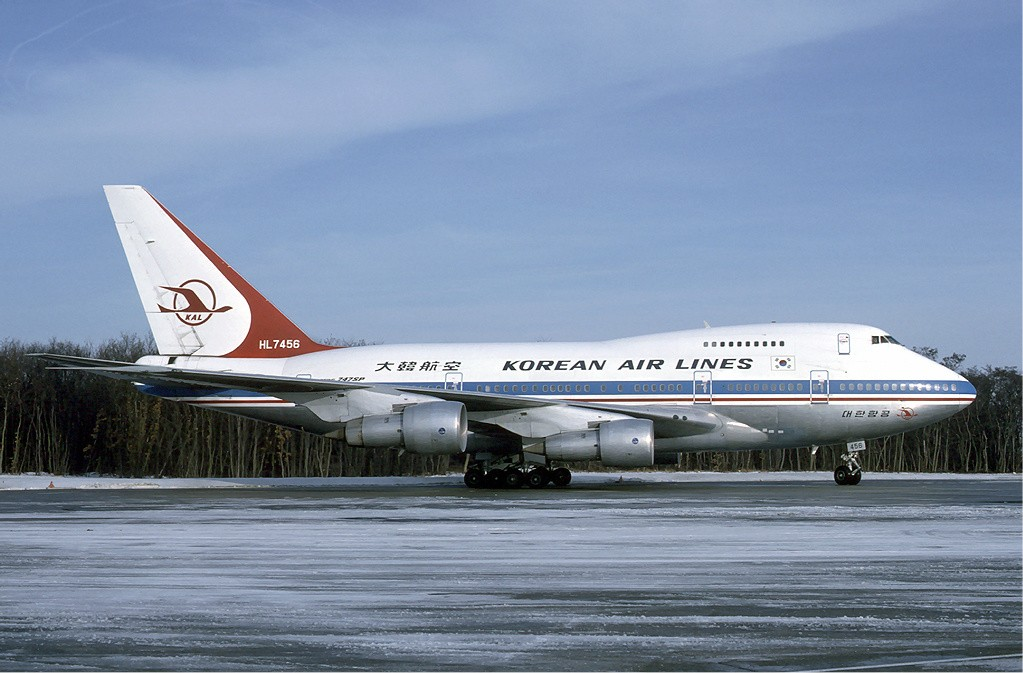
大韓航空的747SP

波音747SP比747-100短48尺4英寸（14.7米），747SP是747系列中唯一一款长度缩短的型號。相比與標準版747系列，單槽襟翼取代了原來的三槽式襟翼。同時增長了垂直尾翼和水平尾翼。。
747SP在1976年2月4日獲得適航證書後，在同年加入泛美航空機隊。訂購了747SP的航空公司希望它能夠飛往一些跑道較短的機場。747SP總共生產了45架，第44架在1982年8月30日交付。波音公司在1987年重新啟動747SP生產線以生產第45架747SP，以完成阿聯酋政府的訂單。直至2022年9月，仍有3架747SP營運中，當中2架為普拉特·惠特尼加拿大公司的發動機測試平台、1架為拉斯維加斯金沙集團的專機。

### 747-200

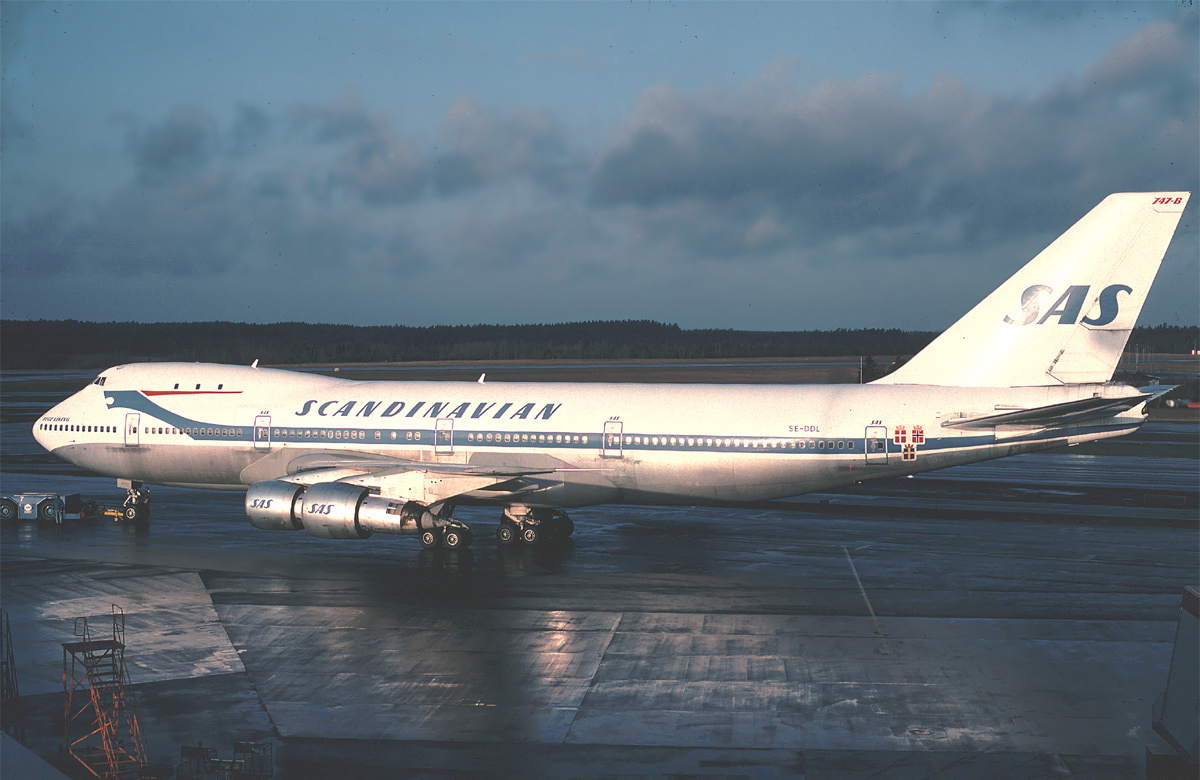
1976年，北歐航空一架波音747-283B在斯德哥爾摩阿蘭達機場，注意其上層窗口仍為每邊3個

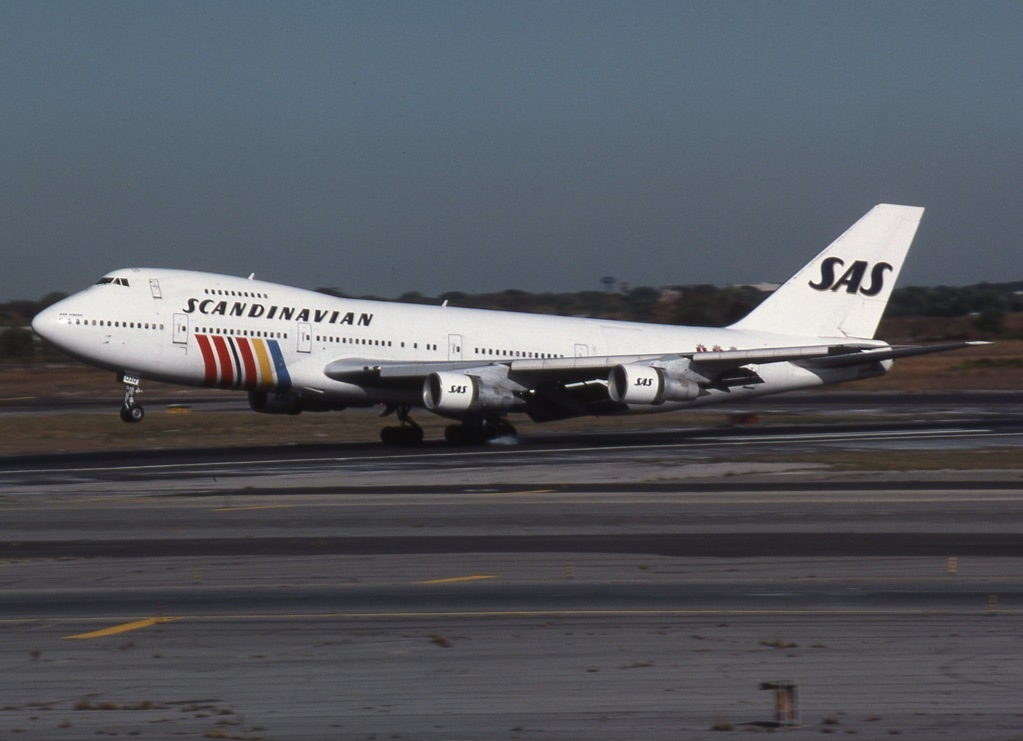
北欧航空的波音747-200BM客货混合机，图中飞机为波音公司制造的第500架747

由于使用JT9D-3A发动机的波音747-100在业载和航程上只能勉强满足长程航班的需求，波音开发出747-100的改进型747-200系列，在747-100基础上採用更具效率的發動機、增加了最大起飛重量、增加了航程。多数747-200上層甲板的窗口由每邊3個增加到8至10個，但部分早期747-200上层仍为每边3窗。
波音747-200包括多个版本。747-200B（早期又称747B）是-200的全客机基础型号，增加了燃料量和更具效率的發動機，初期航程可达5,000海里（9,300公里）。747-200B在1971年2月投入服務，最初使用JT9D-7A系列发动机，1972年波音与通用电气签订协议，决定在747-200上使用通用电气CF6发动机，1975年劳斯莱斯RB211也首次在747-200上投入使用，747-200由此成为第一款由三家公司提供发动机的747子型号，此后747-200系列使用过的发动机包括普惠JT9D-7A/7F/-7J/-70A/-7Q/-7R4G2、通用电气CF6-50E/-50E1/-50E2/-80C2B1及劳斯莱斯RB211-524B。大多数747-200的上层客舱内部空间在747-100的基础上稍有加长，最多可容纳16个座位。1982年普惠推出供747-300使用的JT9D-7R4G2后，波音也开始为此后生产的747-200选装该型发动机，这些后期型747-200的最大起飞重量可达833,000磅，航程達到6,857海里（12,700公里），有助于航空公司开辟更多不经停航班（如日本航空1983年由东京直航纽约的日航行政特快）。

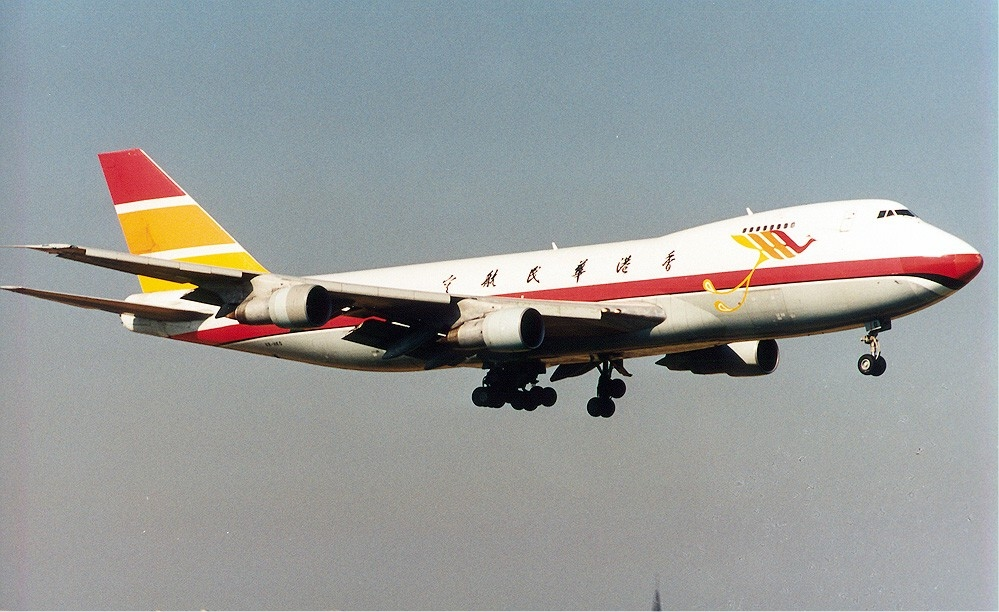
香港華民航空的波音747-200F

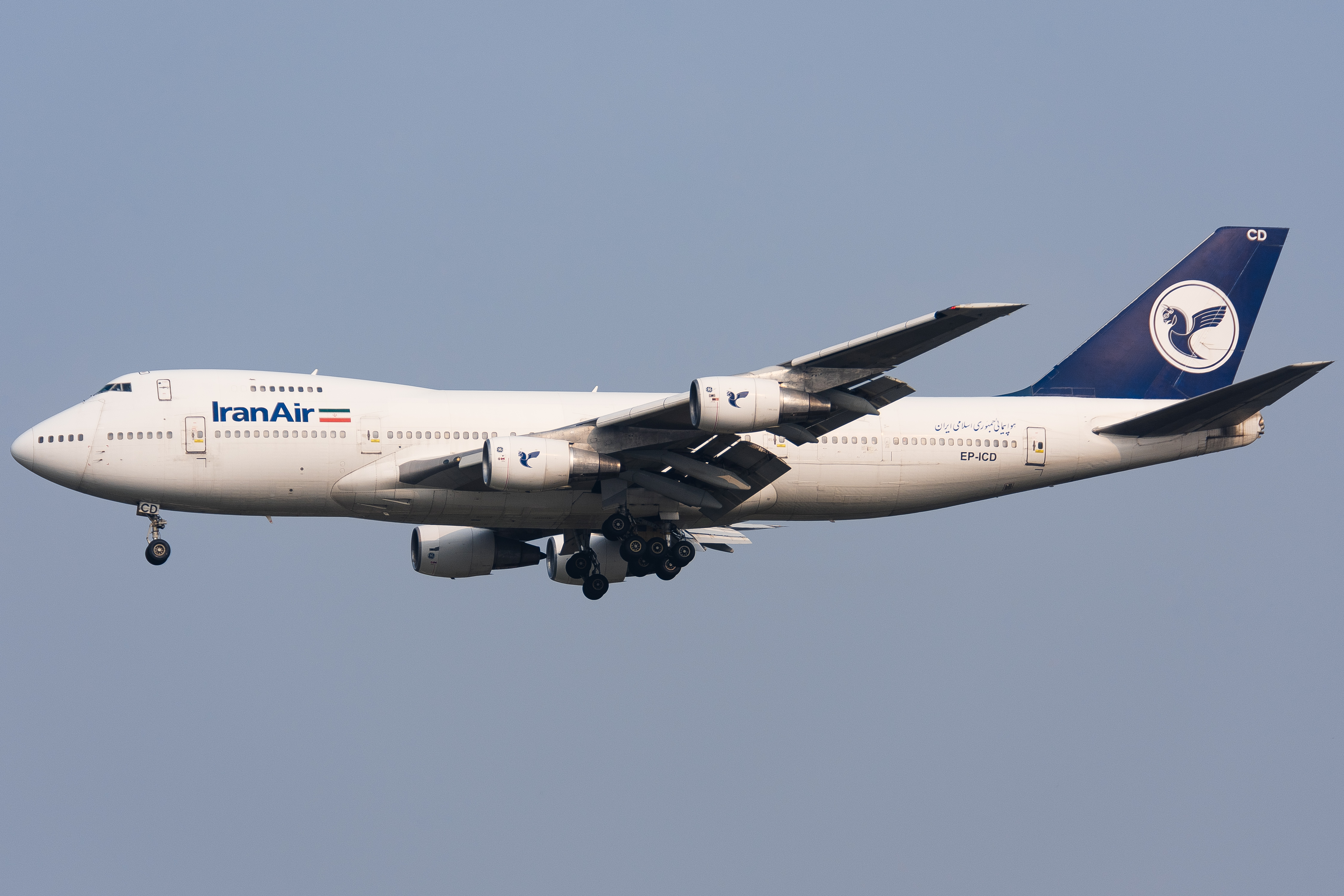
伊朗航空的波音747-200C；该机属于后期型747-200，故HF天线已移位

747-200F是貨機型號，載貨量為105噸（95.3公噸），最大起飛重量為833,000磅（378,000公斤），航空公司能選擇是否在機身側面裝設貨艙門(SCD, Side Cargo Door)，首架在1972年加入漢莎航空機隊。
747-200C是客貨轉換型號或客貨混合型號，座位能夠從機上移除，也可选择在机身前部载货后部载客。航空公司能夠選擇在主層甲板增裝一個貨艙門。部分747-278C只有前货舱门。
波音747-200M是客貨混合型，又名Combi，主層甲板有一個貨艙門，能夠在飛機後半部份運載貨物，而前半部份則可以用來載客，在三級艙佈置下最高載客量達238人，首架於1975年交付給加拿大航空。
波音747-200生產線在波音747-400推出後於1991年完結，共生產了393架，當中225架為747-200、73架747-200F、13架747-200C、78架747-200M和4架用作軍事用途。1990年起，陸續有747-200客機被改裝成貨機。
目前主流航空公司大都把747-200退役，尤其是在九一一恐怖襲擊後加速了747-200的退役，有些被報廢或改裝為貨機。而中華航空曾使用過的747-200客機與貨機，自從發生澎湖空難後，因為機體老舊、保修欠佳而宣布全面退役。截至2019年7月，全世界還剩下5架747-200F仍在運營。

### 747-300

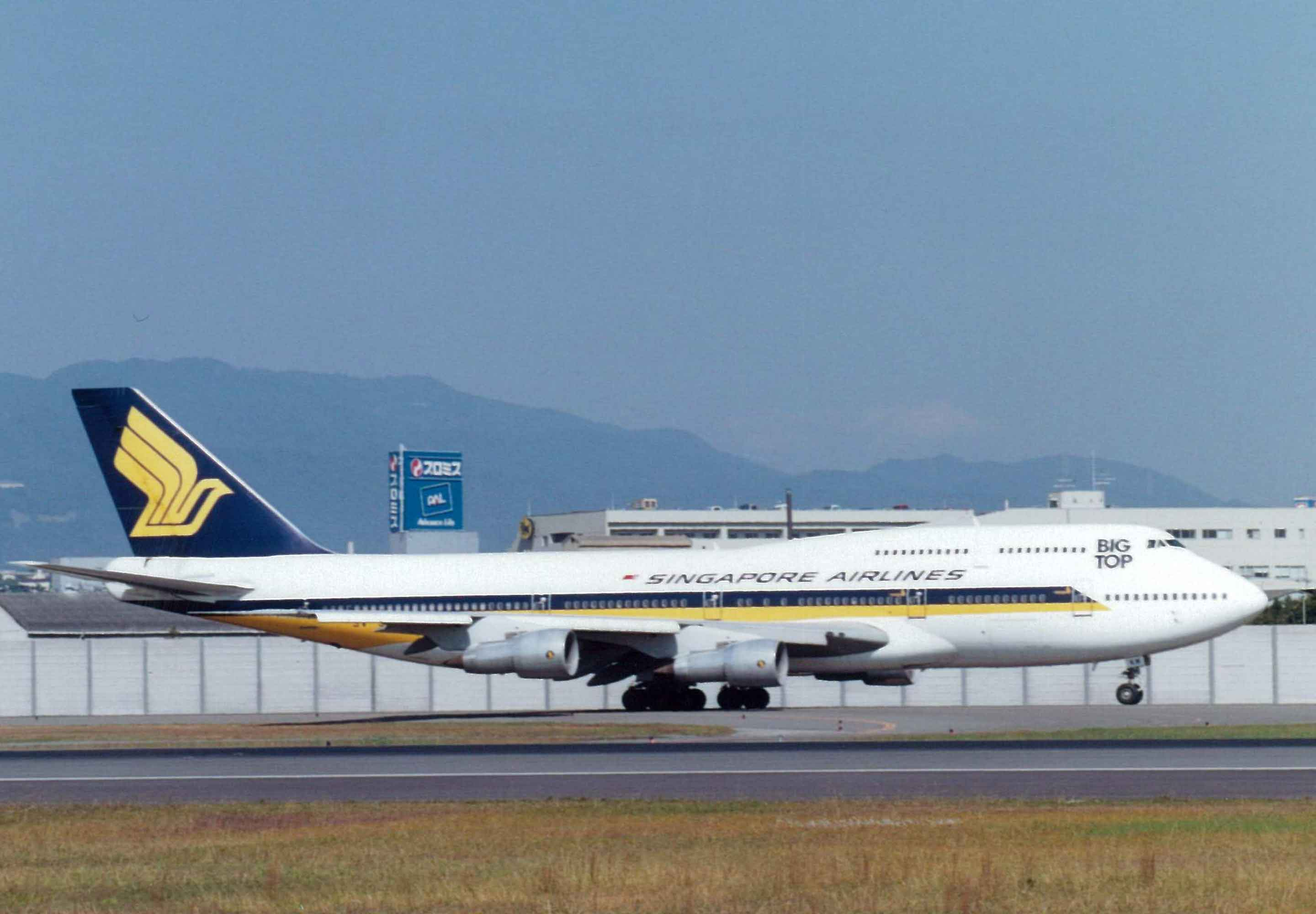
新加坡航空的波音747-300BIG TOP客機

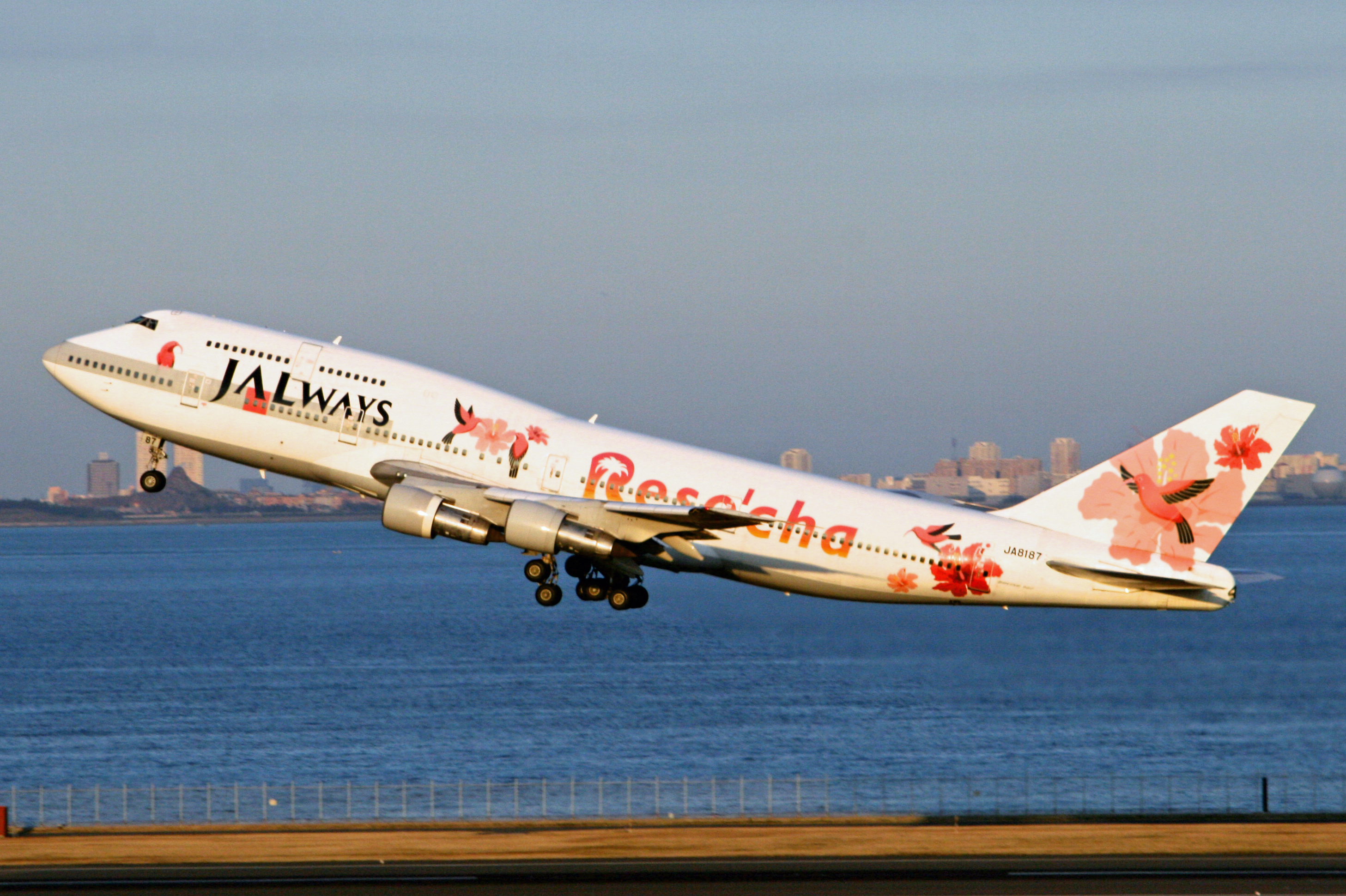
日线航空的747-346SR（后易手俄罗斯洲际航空）

波音747-300與先前型號有明顯分別的地方是上层客舱明显加长，并增加了兩個逃生門和航空公司能夠選裝在駕駛艙後面的機員休息室。747-300的上層甲板比-100/200標準版長了23.4尺（7.11米），通往上層的樓梯由螺旋型改為平直型，能夠提供更多空間供載客之用。相比於前兩代波音747，747-300巡航速度由以往的0.84馬赫增加至0.85馬赫，但最大起飛重量與後期型747-200一樣。發動機方面，747-300是747系列中首个采用JT9D-7R4G2的型号，三款發動機中有兩款與747-200型的一樣，通用電氣公司提供的初期仍是GE CF6-50E2，到1987年以後出廠的才改為與波音747-400同款的GE CF6-80C2B1，且建造数量仅有7架。且值得注意的是，使用CF6-80C2B1的747-300已經將高频(HF)天线改短並移至垂直尾翼頂部後方（同747-400）。
波音公司在開發747的同時並沒有打算開發747-300，而747-300的也是在1980年才開發。瑞士航空在1980年6月11日訂購747-300，是首家訂購747-300的航空公司。747-300在1982年10月5日首飛，首架在1983年3月23日交付給瑞士航空。然而在1985年，波音就宣佈終止接收747-300訂單，以方便把精力放在更加先進的747-400的開發工作上。
波音747-300也有一些衍生型號。747-300M像747-200M一樣可以在機身後方運載貨物，但不同之處是747-300的上層甲板能運送更多乘客。747-300SR是747-300的短程型號，是為了應付日本的高客量國內線，如日本航空要求747-300SR的載客量能達到600人，這些高客量飛機主要是負責東京－沖繩等類似航線，但由於日本航空為唯一購買方加上其定位與747SR/SUD重疊而導致实际产量只有4架（注册编号JA8183/84/86/87）。与747-100一样，波音公司沒有開發747-300貨機型號，但自2000年開始波音公司可按航空公司要求而把它改裝為貨機。
747-300共生產了81架，其中56架為客機，21架為-300M和4架-300SR。747-300是-200和-400之間的過渡機種，它很快地被在1985年研發，1989年首飛，且更先進的-400型取代；最後一架747-300在1990年9月交付比利时航空，注册编号为OO-SGD。。
目前全球僅剩馬漢航空的兩架747-300仍在運營中。

### 747-100/-200上層甲板加長計劃

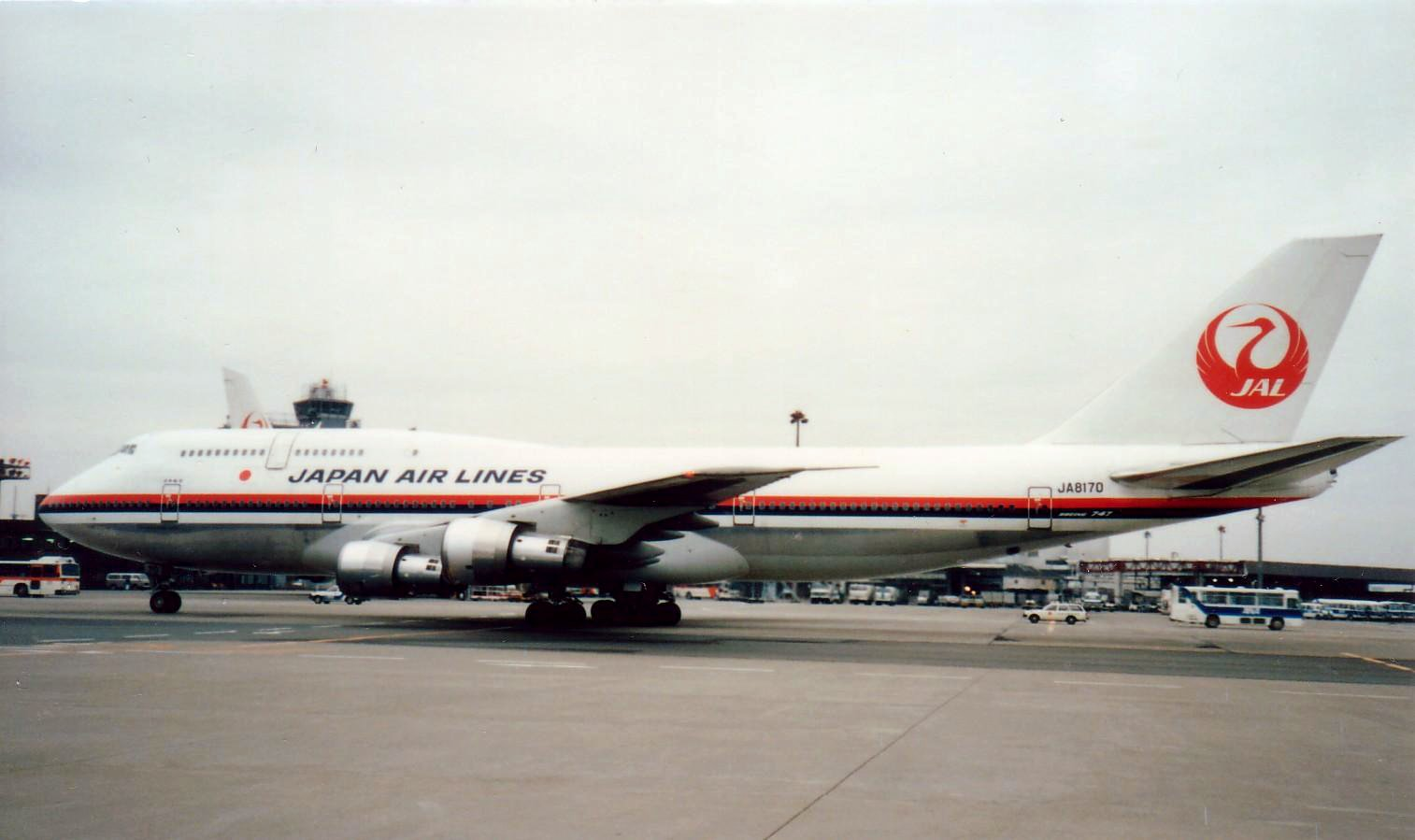
日本航空旗下的747SR-46/SUD（JA8170，另一架為JA8176）

在747-300推出後，波音於1986年提出對747-100和-200的改裝計劃，允許航空公司可以選擇將旗下運營中的747-100和-200客機改裝為與-300相同的上層甲板。項目啓動後，荷蘭皇家航空將旗下的10架747-200B法國聯合航空的2架747-200C進行了上層甲板改裝，日本航空也在1986年3月24日選擇將即將交付的2架747SR進行上層甲板改裝。所有的747-100/-200上層甲板改裝型號均會在機型後添加「SUD」（Stretched Upper Deck）以便與原型號進行區別，如荷蘭皇家航空的上層甲板加長型747-200B就稱之為747-200B/SUD，而日本航空的上層甲板加長型747SR則稱之為747SR/SUD。

### 747-400

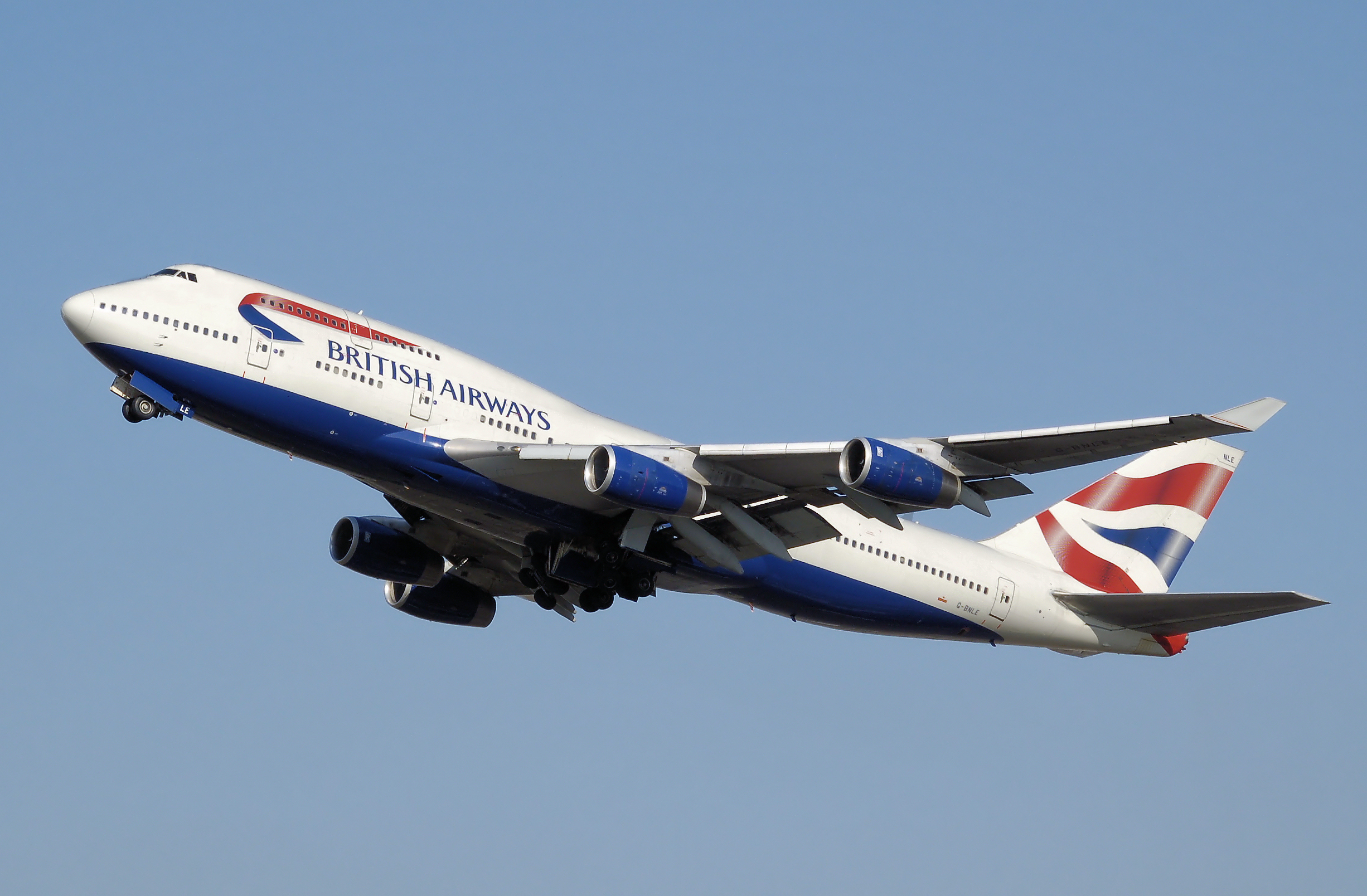
英國航空的波音747-400

波音747-400是波音747-300的改良和增程型，翼端加长1.8米并增加了翼尖小翼，駕駛艙更換為全顯示屏玻璃座艙，同時飛行所需的組員由三人減少至兩人（取消飛航工程師）。747-400的發動機和客艙內部都有更改，並在飛機尾翼增加了一個燃料缸以增加航程。
747-400的衍生型號包括貨機型號-400F、客貨混合型-400M、日本國內線型-400D、增程型-400ER和增程型貨機-400ERF。747-400貨機型號的上層甲板重新縮短回波音747-100/200/SP的長度，但與747-200F一樣設置開合式機鼻艙門。而-400D因為屬於短程型，並沒有加裝翼尖小翼，但亦可按航空公司要求而補回。
2020年起，由於2019冠狀病毒病疫情對航空業造成巨大衝擊，大多數航空公司宣佈退役747-400客機。目前僅極少數747-400客機仍在運營中，例如德國漢沙航空、中國國際航空。

### 747 LCF

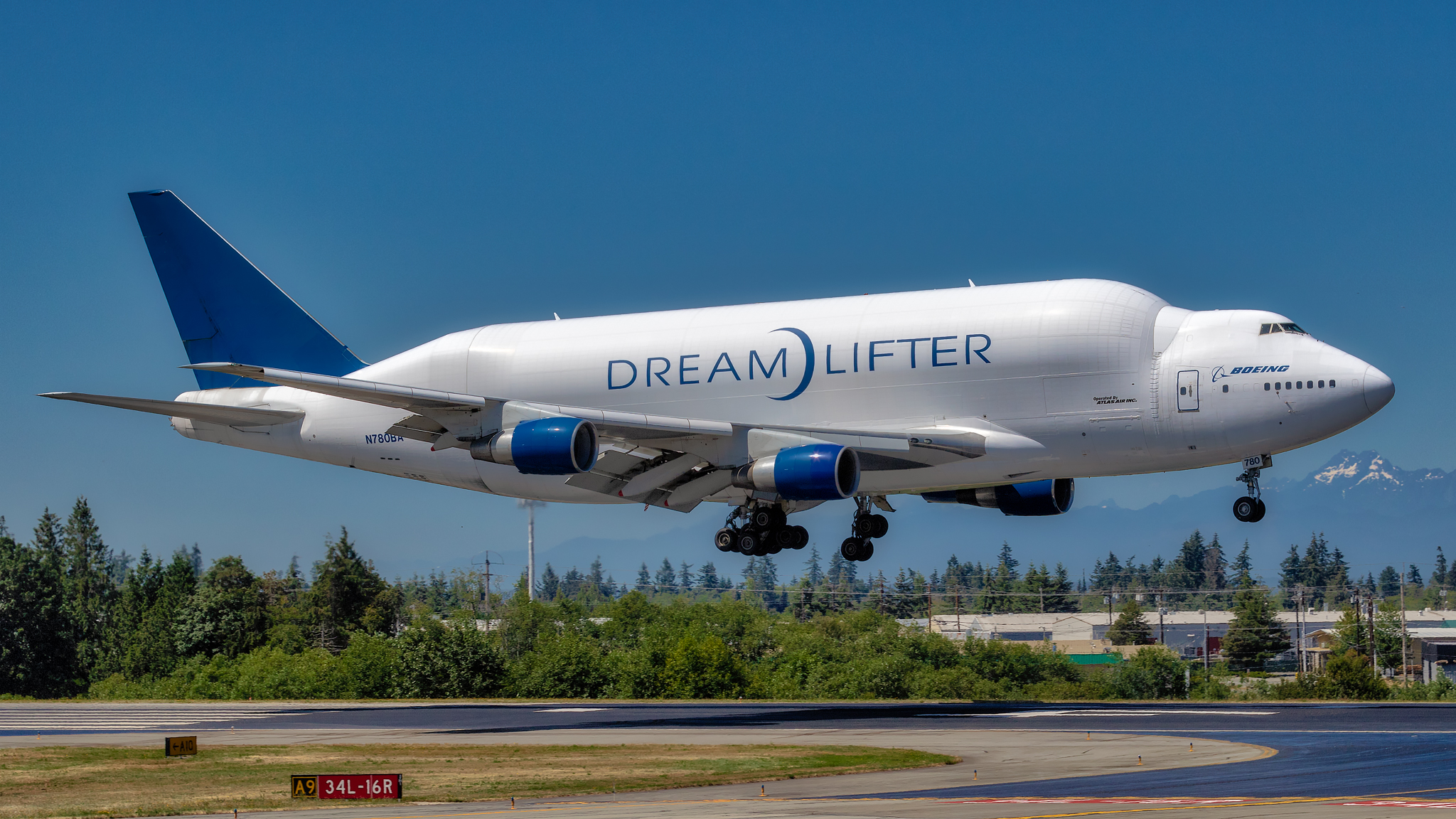
波音747 LCF

波音747夢幻貨機（Dreamlifter，原稱Large Cargo Freighter或LCF）是一款以747-400和747SP為基礎，由波音公司設計，長榮航太科技将747-400与747SP组合為747 LCF，用來運送波音787的機身組件。747 LCF在2006年9月9日首飛，該飛機的適航證書只是供飛機運貨之用，不設客運，截至2010年前已經改裝了四架。

### 747-8

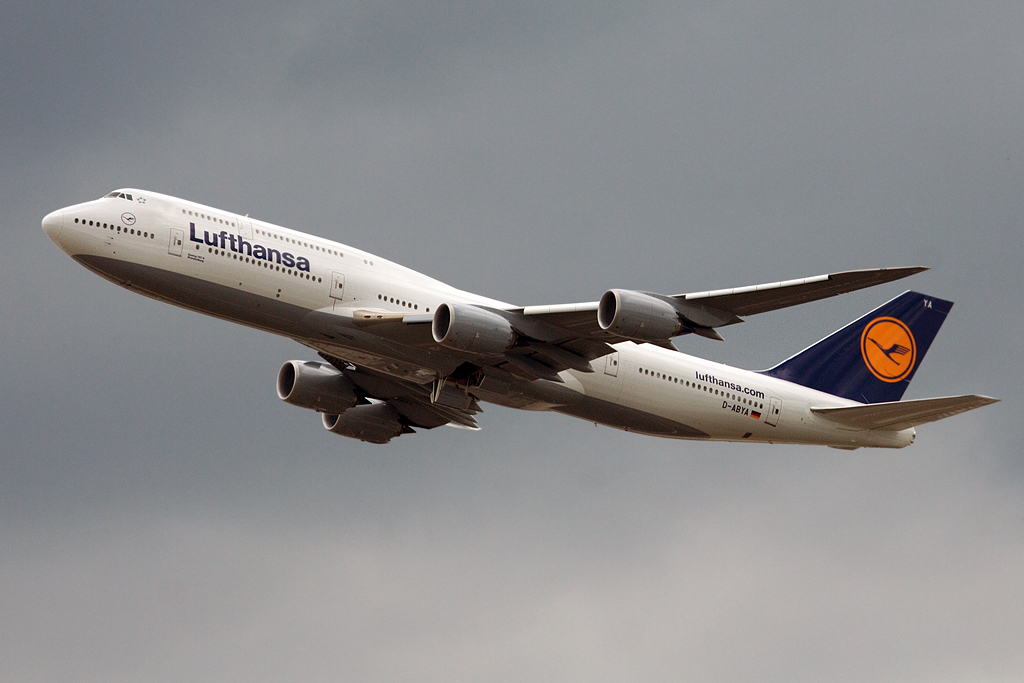
漢莎航空的波音747-8I，可見舷窗已經由747-400的方形改為與777同樣的圓形

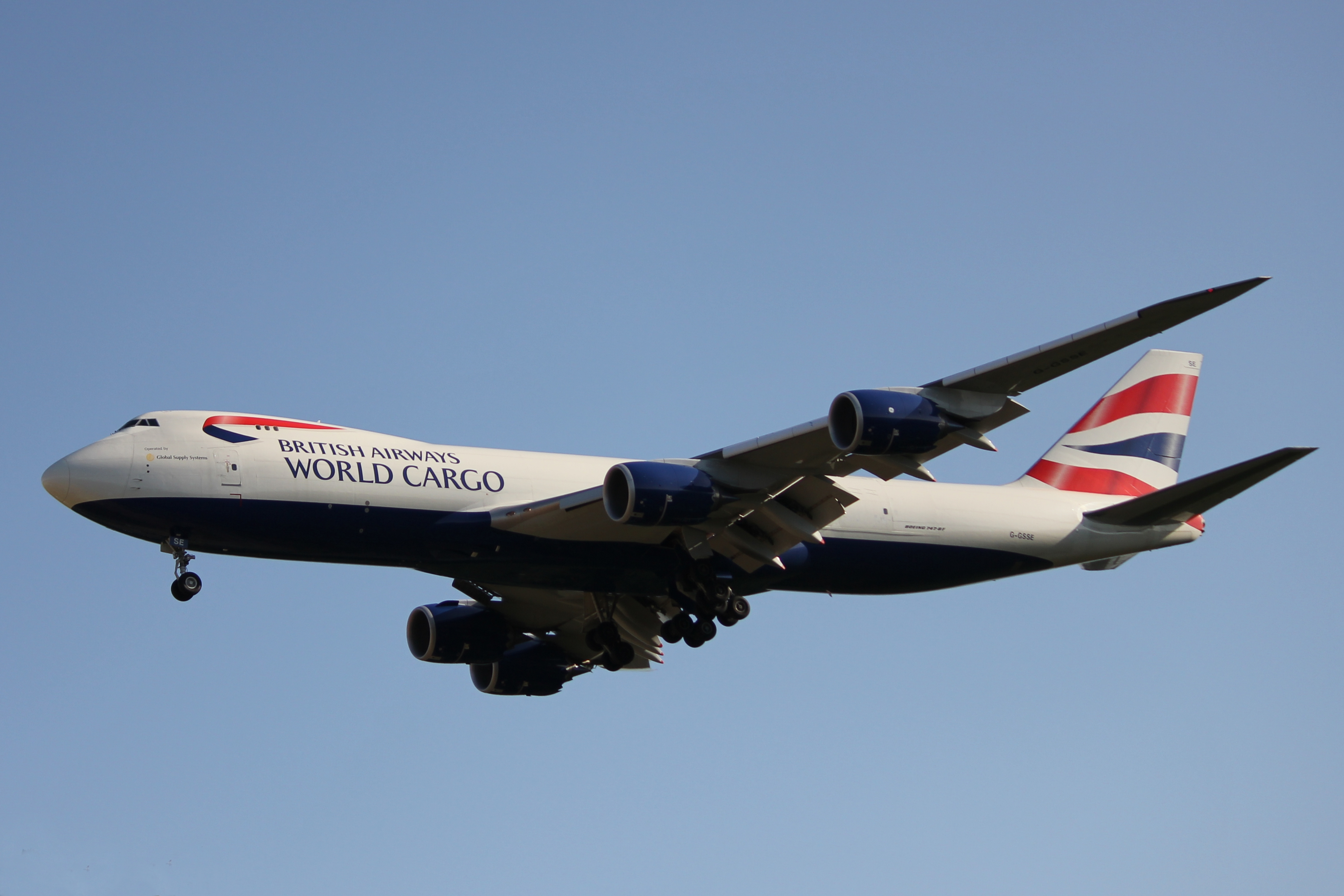
英國航空的波音747-8F（由亞特拉斯航空旗下子公司Global Supply Systems營運）

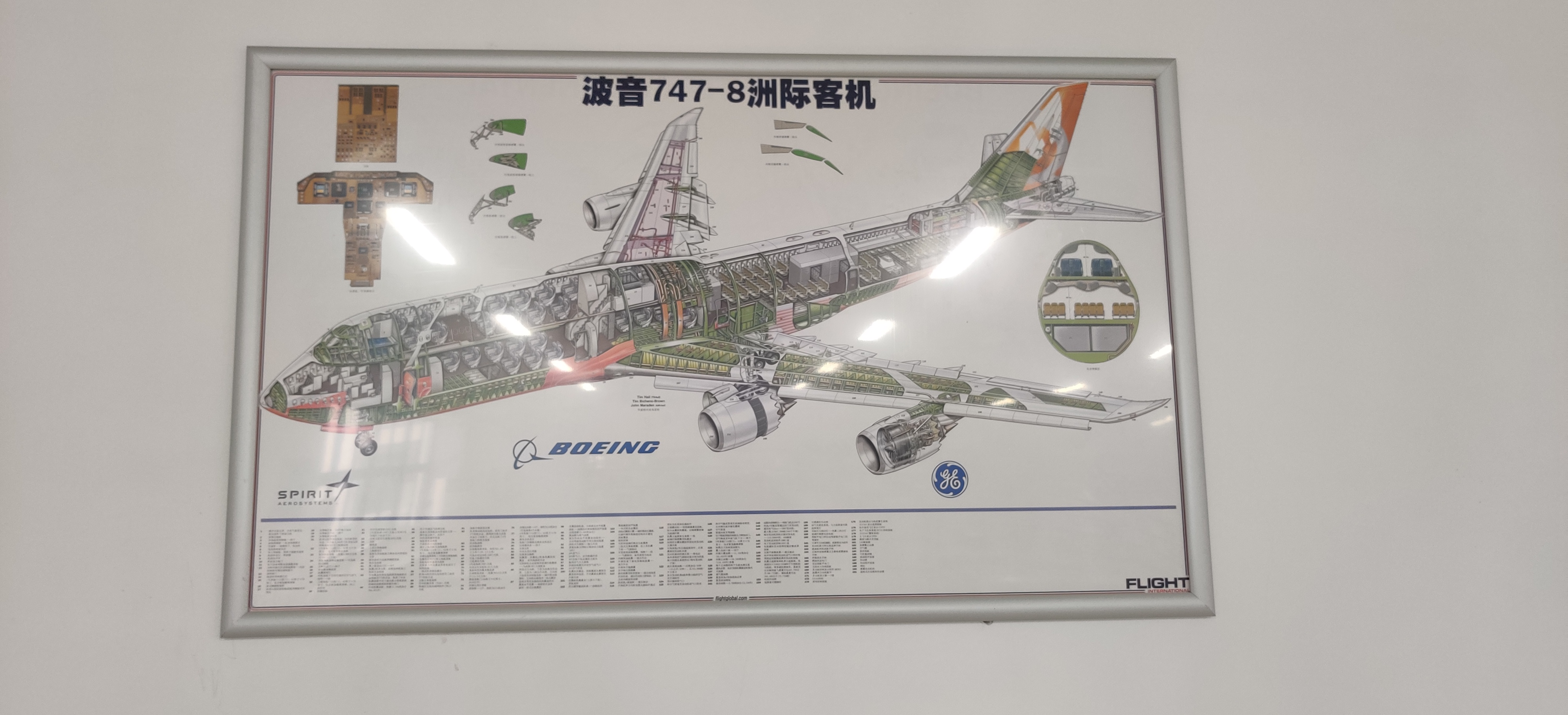
波音747-8结构图

在2005年11月14日，波音公司宣佈將會開發747-8，駕駛艙和發動機技術與波音787相同，而747-8的名稱亦因為採用波音787的技術而一樣有「8」字。波音公司宣稱新飛機的設計：与波音787同款的发动机，全新的锯齿状整流罩，包括鲨鱼鳍式翼尖小翼的U型超临界机翼和重新设计的双槽式襟翼，这些新设计將會比以前更寧靜、更環保和更具燃油效益。同时747-8的機身由232英尺（70.8米）增加至250.8英尺（76.4米），意味著載客量將會隨之增加，並取代空中巴士A340-600成為世界上機身第二長的飛機（第一長已被波音777X取代）。
波音747-8的客機型號是747-8I（Intercontinental，洲際型），波音公務機型號為747VIP，在三級艙佈置下載客量達467人，航程超過8000海里（15000公里），巡航速度達0.855馬赫。747-8是747-400的衍生型號，因此飛行員進行機種轉換所需時間減少，飛機某些零件更可以共用。2011年3月20日，B747-8I首飞成功。波音747-8預計在2011年投入服務。2012年5月1日，美国波音公司在西雅图北部埃弗里特市的佩因菲尔德机场向启动用户德国汉莎航空公司交付了首架波音747-8洲际客机。6月1日，德国汉莎航空公司这架波音747-8I客机从法兰克福飞抵美国首都华盛顿附近的杜勒斯国际机场，完成了波音747-8I客机全球首次商业飞行。2014年10月1日，中国国际航空公司首架747-8I客机（注册号：B-2485）降落在北京首都国际机场，并于同年10月11日投入北京—广州航线运营。
波音747-8貨機型號是747-8F，是747-400ERF的衍生型，載貨量達154噸（140公噸）。和747-200F/400 (ER) F一樣擁有機鼻貨艙開。747-8F的載負量比747-400F高出16%，標準貨櫃數量亦多出7個。747-8F在2011年投入服務。
截至2010年6月，波音共收到109架747-8飞机订单，其中33架为747-8I客機和747VIP公務機，76架为747-8F货机。卢森堡货运、日本貨物航空、空桥货運航空、亞特拉斯航空、国泰航空、迪拜航空航天企业、阿聯酋航空、古根海姆和大韩航空都订购了747-8货机。首架747-8F於2011年10月12日交付給盧森堡貨運。

### 政府和軍事用途

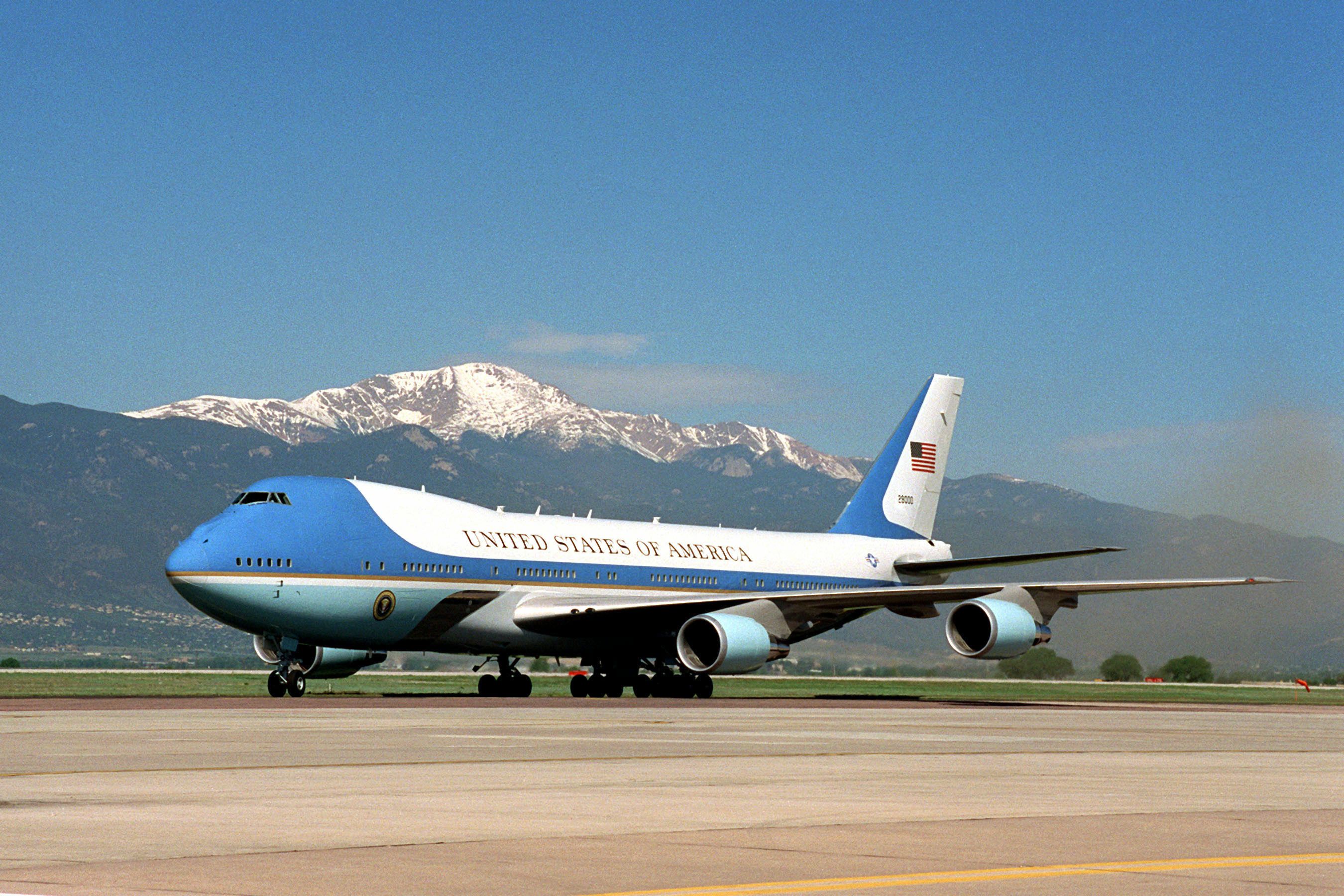
機尾號碼29000的VC-25A，改裝自747-200B，自1990年起便成為美國總統的專機

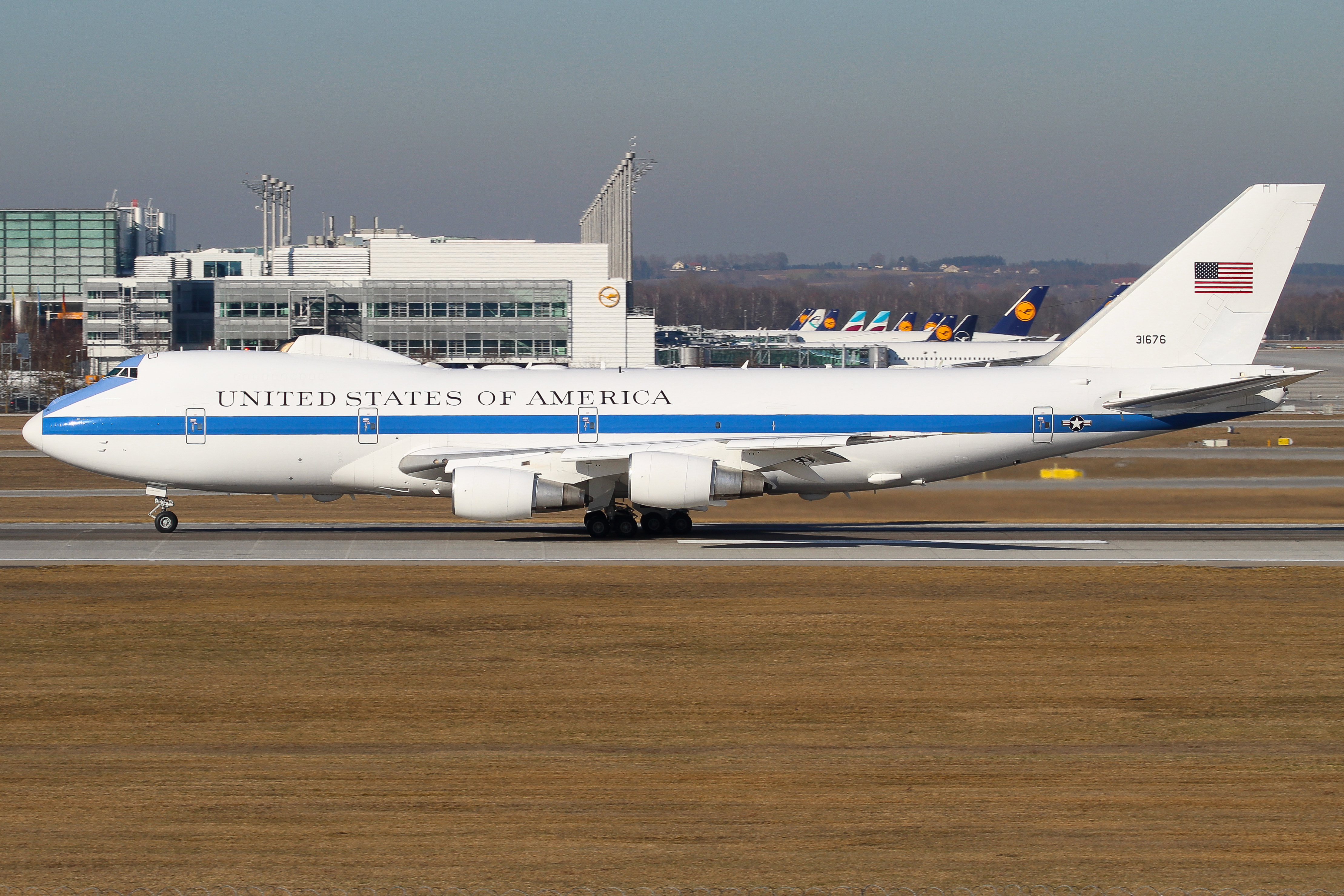
E-4B：國家空中指揮中心

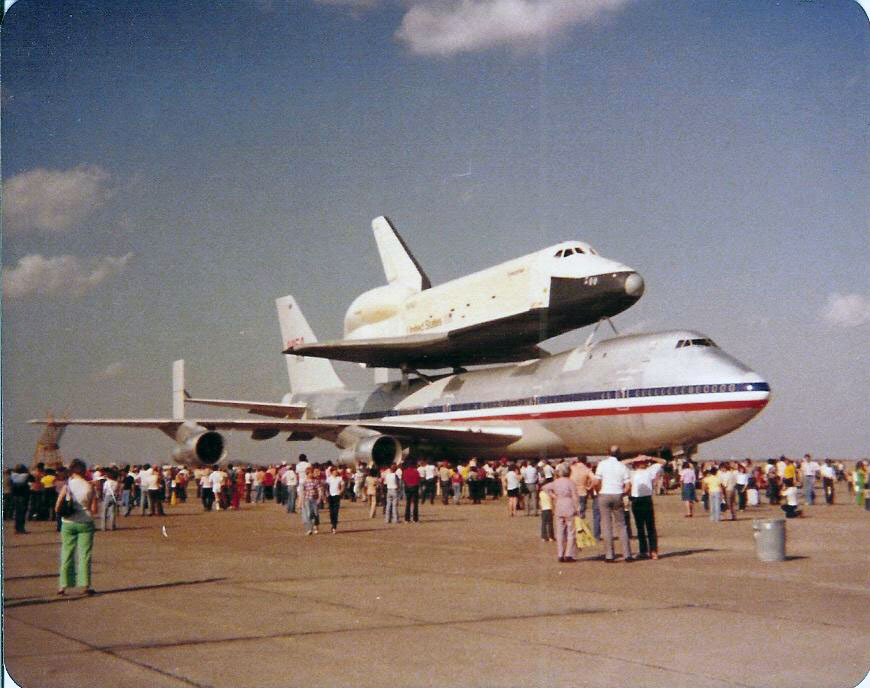
改裝為太空梭運輸機的美国航空波音747-100（N905NA），並搭載企業號穿梭機

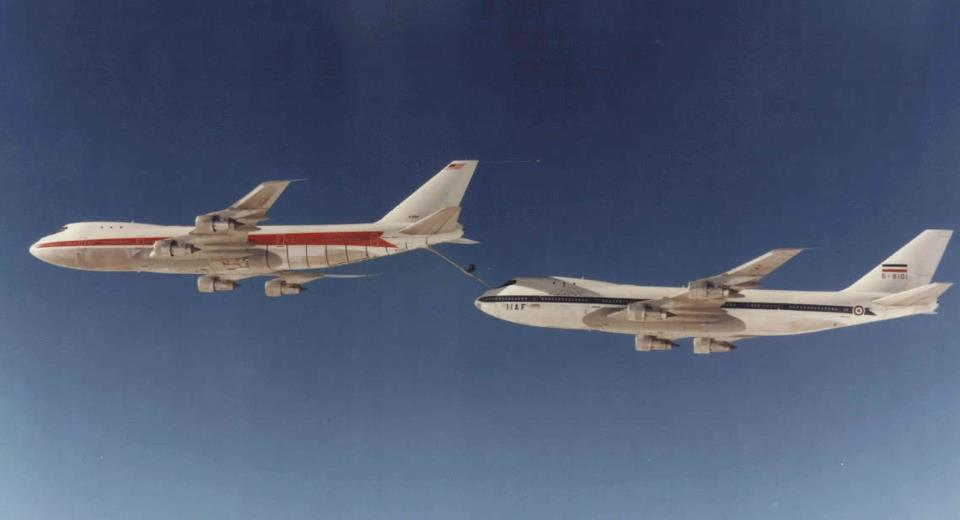
波音KC-747空中加油機為伊朗空軍的波音747加油

- VC-25：原本是747-200B，由美國空軍操作，用來運載美國總統等重量級人物。目前美國空軍有兩架VC-25A，機尾編號為28000和29000，它們便是著名的空軍一號，空軍一號是對搭載美國總統的任何美國空軍飛機的稱呼。雖然飛機改裝自747-200B，但機上有很多改良技術是都屬於波音747-400的，例如駕駛艙和發動機。部份飛機在艾佛瑞特生產完成後，便飛往威奇托，進行最後組裝，而不是在艾佛瑞特進行。美国空军最近宣布，将以新款747-8取代机龄达到30年的VC-25A作为新一代“空军一号”，並命名為VC-25B。
- 一些747用作國家政府行政專機，包括中國、韓國、土耳其、摩洛哥、埃及、汶萊、科威特、巴林、卡塔爾、沙烏地阿拉伯、阿聯、阿曼。
- C-19：美國空軍稱曾經由航空公司操作，然後交由美國空軍改裝，用於民用後備空運部隊（英语：Civil Reserve Air Fleet）（CRAF）的747-100為C-19[160]。
- E-4A、E-4B：舊稱國家緊急空中指揮所，現在改名為國家空中指揮中心。
- YAL-1：機載雷射的實驗品，為裝設於改裝的波音747-400F、脉冲功率達兆瓦級的氧碘化學激光器（chemical oxygen iodine laser）武器系統，是國家導彈防禦系統的一部份。由于未达到预期效果该机型研发计划于2011年取消，并于2012年2月14日飞往位于亚利桑纳州土桑戴维斯－蒙森空军基地（Davis–Monthan AFB）旁的飞机墓地封存。
- 太空梭運輸機：由美國NASA改裝為可揹負太空梭飛行的飛機，一架是在1974年從美國航空買入的747-100，另一架是在1988年從日本航空買入的747-100SR，它在1991年首次揹負太空梭飛行。兩架飛機於2012年全部退役。
- C-33：美軍有意擴充其C-17機隊，於是便向波音提案以747-400為基礎開發C-33。後來美軍改訂C-17，C-33計劃被取消了。
- KC-33A（KC-747）：世界最大的一款空中加油機，在美國空軍的「先進空中加油及運輸機計劃」（ATCA）競標中，因價格昂貴及不能在較短跑道起飛，敗給了麥道公司的KC-10，波音急於將其對外出售以挽回虧損，而伊朗巴列維王朝正準備給F-4戰鬥機配套一種強大的空中加油機，於是便買下了KC-747的所有兩架原型機，註冊號為5-8113及5-8114。[161][161][162]該等飛機曾於1991及1996年先後改裝為民用機，於薩哈航空服役，但最後仍分別於2016及2020年退回伊朗空軍，並再次用作加油機[163]。至2000年代，由於澳洲皇家空軍的波音707加油機日漸老化，因此向空中巴士訂購A330 MRTT，成為該型號加油機的啟動客戶。其後，有軍事專家建議當局改裝波音747-400為更大型的加油機，以滿足A330 MRTT所無法承擔的任務，但提議最後不獲接納。
- 747 CMCA：在發展B-1槍騎兵戰略轟炸機的同時美國空軍向波音提出用這個型號的飛機來運送巡航导弹，它能夠運輸50至100枚AGM-86 ALCM飛彈，不過這計劃最終放棄了[164]。

### 未發展的型號
波音747曾考慮過發展以下型號：

#### 747-300三發動機型
在1970年代，波音公司欲開發一款機身較短、三發動機的、成本比747SP低的747 Trijet，希望能夠與DC-10和L-1011進行直接競爭。747-300三發動機型的載重量較多，航程和載客量亦會增加，其配置於垂直尾翼根部的二號發動機採用與L-1011類似的「S型」配置，也就是進氣口與噴氣口不在同一個高度上。但工程師們發現開發此型號需要巨額成本和時間，機翼亦需要重新設計，因此便放棄此構想。

#### 747ASB
1986年，波音曾計劃將747SP進行改進，在747SP的基礎上對機翼、引擎和座艙進行升級以匹配當時開發工作幾近結束的747-400以抗衡當時競爭對手即將投入市場的空中巴士A340和麥道MD-11，該型號之後被命名為747ASB（Advanced Short Body）。然而，波音在1990年代初便宣佈終止747ASB的開發並將精力轉而投入到了效率更高的波音777上。

#### 747-500X，600X和700X
波音公司在1996年的法恩博洛航空展中宣佈將會開發747-500X和-600X，新飛機的機翼衍生自波音777的機翼，翼展達251英尺（77米），結合前期747的客艙，發動機推力更大和增加了機輪，鼻輪由2個增加至4個，而主機輪則由16個增加至20個。
747-500X的機身延長了18英尺（5.5米），機身長250英尺（76.2米），載客量達462人，航程達8700海里（10000英里或16100公里），最大起飛重量超過100萬磅。概念機747-600X機身長279英尺（85米），載客量達548人，航程達7700海里（8900英里或14300公里），最大起飛重量超過120萬磅。747-700X的機身擴寬了，載客量達650人，航程與747-400一樣。747-500X和-600X計劃的成本大約要50億美元，但因為得不到航空公司興趣而沒有執行。

#### 747X和747X延長型
在空中巴士開發A3XX的同時，波音公司在2000年宣佈將會開發一款新的747的衍生型號，新的747設計取材自747-500X和-600X，翼展增加至229英尺（69.8米），發動機由發動機聯盟提供的GP7172和勞斯萊斯的Trent 600，型號與767-400ERX相同。駕駛艙改良自波音777的駕駛艙，載客量達430人，航程達8700海里（10000英里或16100公里）。747X延長型的機身長263英尺（80.2米），載客量達500人，航程達7800海里（9000英里或14500公里）。兩款型號的內部設計是以波音777為基礎；兩款型號均設有貨機型。
像先前的一樣，747X家族並不引起航空公司的興趣，使波音公司在2001年3月終止了747X與767-400ERX的研發，之後波音公司用音速巡航者代替747X。雖然747X的研發費用較少，但被航空公司批評的地方是它與747-400沒甚麼大改進。747X計劃終止了，但747-400X計劃並沒有結束，並成為後來的747-400ER。

#### 747X QLR
波音747X計劃終止了後，波音公司繼續研發747的可能衍生機型——747X QLR（Quiet Longer Range，「靜音較長距離」版本之意）家族，主要強調的是比以往的型號更為寧靜，航程達7980海里（9200英里或14800公里）；747-400XQLR的翼尖小翼與767-400ER的相同，鋸齒型引擎吊艙能夠減少噪音。雖然747-400XQLR沒有正式投產，但它有不少技術應用在747-8上。

## 機型規格
|                                                   | 747-100                                   | 747-100B                                  | 747-200B                                  | 747-300                                           | 747-400                                   | 747-400D                                  | 747-8                                     |
| ------------------------------------------------- | ----------------------------------------- | ----------------------------------------- | ----------------------------------------- | ------------------------------------------------- | ----------------------------------------- | ----------------------------------------- | ----------------------------------------- |
| 機師數目                                          | 3                                         | 3                                         | 3                                         | 3                                                 | 2                                         | 2                                         | 2                                         |
| 載客量                                            | 385人                                     | 452人                                     | 452人                                     | 400-560人                                         | 416人（3級）                              | 568人                                     | 467/524/581人                             |
| 長度                                              | 70.6公尺 （231英尺10英寸）                | 70.6公尺 （231英尺10英寸）                | 70.6公尺 （231英尺10英寸）                | 70.6公尺 （231英尺10英寸）                        | 70.6公尺 （231英尺10英寸）                | 70.6公尺 （231英尺10英寸）                | 76.4公尺 （250英尺8英寸）                 |
| 翼展                                              | 59.6公尺 （195英尺8英寸）                 | 59.6公尺 （195英尺8英寸）                 | 59.6公尺 （195英尺8英寸）                 | 64.4公尺 （211英尺5英寸）                         | 64.4公尺 （211英尺5英寸）                 | 59.6公尺 （195英尺8英寸）                 | 68.5公尺 （224英尺9英寸）                 |
| 高度                                              | 19.3公尺 （63英尺5英寸）                  | 19.3公尺 （63英尺5英寸）                  | 19.3公尺 （63英尺5英寸）                  | 19.4公尺 （63英尺8英寸）                          | 19.4公尺 （63英尺8英寸）                  | 19.4公尺 （63英尺6英寸）                  | 19.4公尺 （63英尺6英寸）                  |
| 空載重量                                          | 162,400公斤 （358,000磅）                 | 174,000公斤 （383,000磅）                 | 178,100公斤 （392,800磅）                 | 178,756公斤 （393,263磅）                         | 164,382公斤 （361,640磅）                 | 185,972公斤 （410,000磅）                 | 185,972公斤 （410,000磅）                 |
| 最大起飛重量（MTOW）                              | 333,390公斤 （735,000磅）                 | 377,842公斤 （833,000磅）                 | 377,842公斤 （833,000磅）                 | 396,890公斤 （875,000磅）                         | 412,775公斤 （910,000磅）                 | 439,985公斤 （970,000磅）                 | 439,985公斤 （970,000磅）                 |
| 典型巡航速度 （巡航高度：36,000呎， 1馬赫=573節） | 0.84馬赫 （481節/每小時554英里/891公里）  | 0.84馬赫 （481節/每小時554英里/891公里）  | 0.84馬赫 （481節/每小時554英里/891公里）  | 0.85馬赫 （487節/每小時560英里/902公里）          | 0.855馬赫 （490節/每小時564英里/907公里） | 0.855馬赫 （490節/每小時564英里/907公里） | 0.855馬赫 （490節/每小時564英里/907公里） |
| 最高巡航速度 （巡航高度：36,000呎）               | 0.89馬赫 （510節/每小時587英里/944公里）  | 0.89馬赫 （510節/每小時587英里/944公里）  | 0.89馬赫 （510節/每小時587英里/944公里）  | 0.92馬赫 （527節/每小時607英里/976公里）          | 0.92馬赫 （527節/每小時607英里/976公里）  | 0.92馬赫（527節/每小時607英里/976公里）   | 0.92馬赫（527節/每小時607英里/976公里）   |
| MTOW時 所需跑道長度                               | 3000m                                     | 10,466呎 （3,190公尺）                    | 10,893呎 （3,320公尺）                    | 9,902呎 （3,018公尺）                             | 10,138呎 （3,090公尺）                    | 3800m                                     | 3800m                                     |
| 全載重時續航力                                    | 5,300海里 （9,800公里）                   | 6,850海里 （12,700公里）                  | 6,700海里 （12,400公里）                  | 7,260海里 （13,450公里）                          | 7,670海里 （14,205公里）                  | 8,000哩 （15,000公里）                    | 8,000哩 （15,000公里）                    |
| 最大燃料容量                                      | 48,445加侖 （183,380公升）                | 52,410加侖 （199,158公升）                | 52,410加侖 （199,158公升）                | 57,285加侖 （216,840公升）                        | 63,705加侖 （241,140公升）                | 57,285加侖 （216,840公升）                | 57,285加侖 （216,840公升）                |
| 全載時燃料消耗                                    | 每公里18.7公升                            | 每公里15.7公升                            | 每公里16.1公升                            | 每公里16.1公升                                    | 每公里17.0公升                            | 每公里14.6公升                            | 每公里14.6公升                            |
| 發動機（4具）                                     | PW JT9D-3A                                | PW JT9D-7 GE CF6-50 RR RB211-524D4        | PW JT9D-7 GE CF6-50 RR RB211-524D4        | PW JT9D-7 GE CF6-50 GE CF6-80C2B5F RR RB211-524D4 | PW 4062 GE CF6-80C2B5F RR RB211-524H      | PW 4062 GE CF6-80C2B5F                    | GE GEnx-2B67                              |
| 發動機推力（每具）                                | 46,500 lbf PW 46,500 lbf GE 50,100 lbf RR | 54,750 lbf PW 52,500 lbf GE 53,000 lbf RR | 54,750 lbf PW 55,640 lbf GE 53,000 lbf RR | 63,300 lbf PW 62,100 lbf GE 59,500 lbf RR         | 63,300 lbf PW 62,100 lbf GE 59,500 lbf RR | 63,300 lbf PW 62,100 lbf GE               | 66,500 lbf （296 kN）                     |

發動機代號註解：PW=普惠；GE=通用電氣；RR=勞斯萊斯
資料來源：747 specifications,747 airport report

## 飛機展示
「古典型」747-100和-200正處於退役期，有些被送往博物館或改裝為餐廳和旅馆。首架波音747原型機艾佛瑞特城號在美國西雅圖的飛機博物館。
其它被展示的747包括在荷蘭的國家航空主題博物館、澳洲的澳洲航空創立者澳洲內地博物館、南非的蘭德機場、德國的施佩耶爾科技博物館、法國的航空博物館、伊朗的德黑蘭航空博物館、韓國的鄭錫勇航空博物館和美國的國家航空航天博物館。
英国著名汽车节目《Top Gear》剧组在自家用于拍摄节目的Dunsfold机场里面也收藏着一架特殊的747，这架747据说是英国航空退役下来的。这架机的特殊之处在于发动机由“四发”改装为“双发”。而这个“双发”事实上还是算是“四发”的，只是把两具发动机合并在一起在内侧悬吊着，而外侧原本悬吊发动机的地方侧悬吊着油箱。这架747不时被剧组用来当作道具使用，而且除了Top Gear剧组外，这架747也曾经在电影《007首部曲：皇家夜總會》出现过，机身被刷上蓝黄条纹涂装，在影片以虚构机型SkyFleet S570原型机的身份登场。另外，福斯汽車也在Dunsfold机场做了个有趣的实验，用一台装备W12发动机的福斯Touareg拉动这架747，并成功将其拉出150米。
位于中國上海的飞行家主题园在2013年购入了一架退役拆解过的波音747客机。2017年9月，同樣位於中國的北京石景山游乐园将自中国国际航空退役的B-2468号747客货两用机安置在园内。

## 訂單與交付數量
| 年       | 合計  | 2023 | 2022 | 2021 | 2020 | 2019 | 2018 | 2017 | 2016 | 2015 | 2014 | 2013 | 2012 | 2011 | 2010 | 2009 | 2008 | 2007 | 2006 |
| -------- | ----- | ---- | ---- | ---- | ---- | ---- | ---- | ---- | ---- | ---- | ---- | ---- | ---- | ---- | ---- | ---- | ---- | ---- | ---- |
| 訂單     | 1,573 | –    | –    | 5    | 1    | –    | 13   | 6    | 18   | 6    | 2    | 13   | 7    | 3    | 1    | 5    | 2    | 16   | 53   |
| 交付數量 | 1,573 | 1    | 5    | 7    | 5    | 7    | 6    | 14   | 9    | 18   | 19   | 24   | 31   | 9    | –    | 8    | 14   | 16   | 14   |

| 年       | 2005 | 2004 | 2003 | 2002 | 2001 | 2000 | 1999 | 1998 | 1997 | 1996 | 1995 | 1994 | 1993 | 1992 | 1991 | 1990 | 1989 | 1988 | 1987 | 1986 |
| -------- | ---- | ---- | ---- | ---- | ---- | ---- | ---- | ---- | ---- | ---- | ---- | ---- | ---- | ---- | ---- | ---- | ---- | ---- | ---- | ---- |
| 訂單     | 46   | 10   | 4    | 17   | 16   | 26   | 35   | 15   | 36   | 56   | 32   | 16   | 2    | 23   | 31   | 122  | 56   | 49   | 66   | 84   |
| 交付數量 | 13   | 15   | 19   | 27   | 31   | 25   | 47   | 53   | 39   | 26   | 25   | 40   | 56   | 61   | 64   | 70   | 45   | 24   | 23   | 35   |

| 年       | 1985 | 1984 | 1983 | 1982 | 1981 | 1980 | 1979 | 1978 | 1977 | 1976 | 1975 | 1974 | 1973 | 1972 | 1971 | 1970 | 1969 | 1968 | 1967 | 1966 |
| -------- | ---- | ---- | ---- | ---- | ---- | ---- | ---- | ---- | ---- | ---- | ---- | ---- | ---- | ---- | ---- | ---- | ---- | ---- | ---- | ---- |
| 訂單     | 42   | 23   | 24   | 14   | 23   | 49   | 72   | 76   | 42   | 14   | 20   | 29   | 29   | 18   | 7    | 20   | 30   | 22   | 43   | 83   |
| 交付數量 | 24   | 16   | 22   | 26   | 53   | 73   | 67   | 32   | 20   | 27   | 21   | 22   | 30   | 30   | 69   | 92   | 4    | –    | –    | –    |

- 更新日期為2025年6月25日[1][60]

其中日本航空引進最多的747，總共有108架（全數已退役）。

## 飞行事故

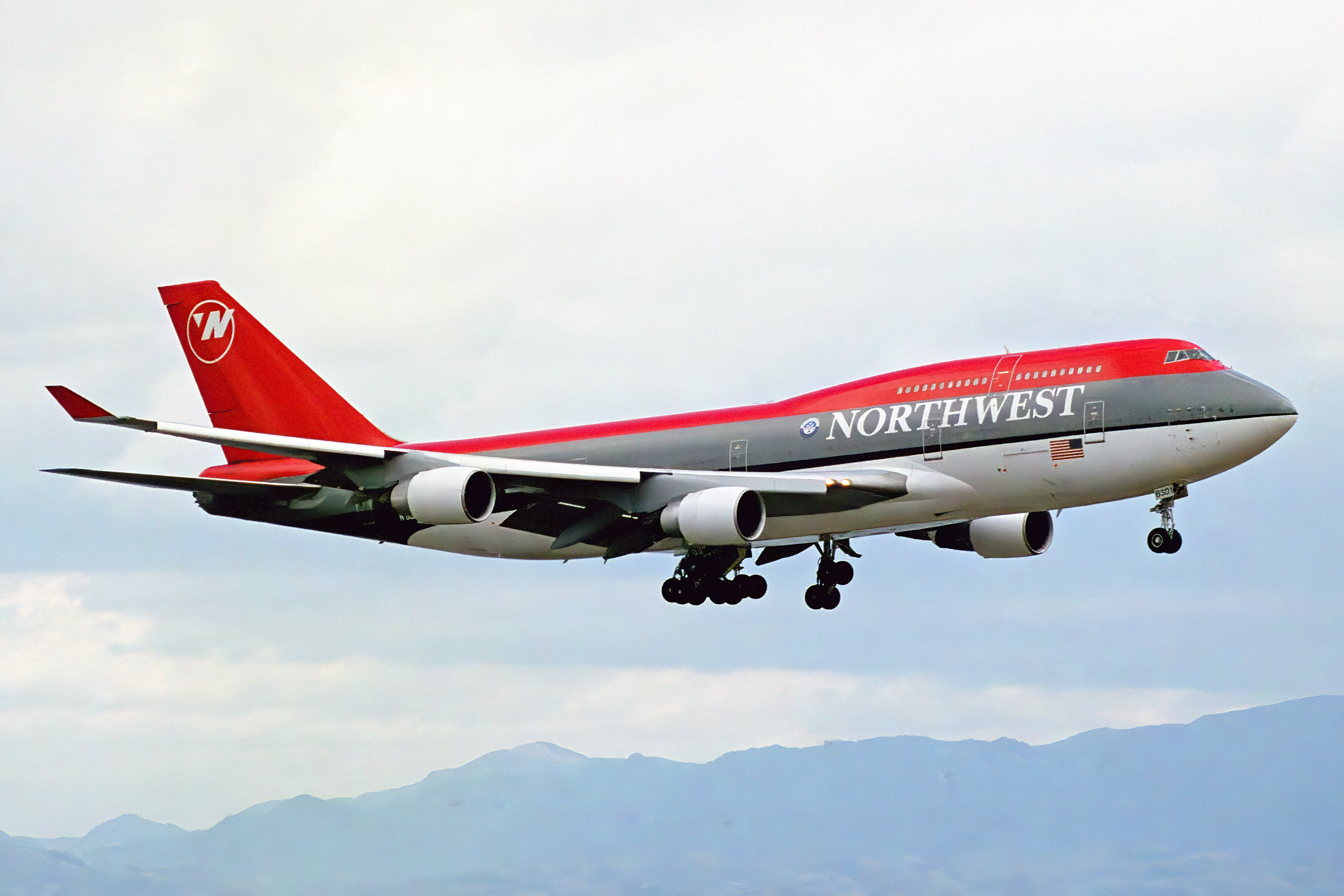
波音首架製成的波音747-400客機（N661US），曾擔任波音747-400的試驗機，試驗後賣給作為啟始客戶的西北航空。於2002年在白令海上發生嚴重故障，但最終成功迫降安克雷奇國際機場，全機乘員生還。(詳情見西北航空85號班機事故)

截至2020年8月為止，共有60架747飛機因為意外而損毀報銷。
人為原因引起：
- 1977年的特內里費空難起因是機師操作錯誤、航管員操作錯誤和溝通問題。造成583人死亡，成为飞航史第一大空难。
- 1985年的日本航空123號班機空難起因是维修不当。世界上涉及单一飞机的空难中死伤人数最多者，也是飞航史上第二大严重空难。
- 2002年的中華航空611號班機空難起因是維修不当。
- 1983年的大韓航空007號班機空難起因是机长的大意，加上苏联战斗机驾驶员对形势的错误判断，还有整条航线上航管的失职导致偏航误入苏联领空而被戰機擊落，使美國總統里根宣佈開放部份的GPS給民間使用。

設計缺陷引起：
- 1989年2月24日的聯合航空811號班機起因是貨艙門設計錯誤而在飛行途中打開引致空中爆炸。
- 1996年7月17日的環球航空800號班機空難的空中爆炸，使美國聯邦航空局要求大飛機需要在中央油缸加入惰化系統（向油箱充入氮气）。

### 波音产品线
- B707 - B717 - B720 - B727 - B737 - B747 - B757 - B767 - B777 - B787

### 相關機型
- 空中客车A380
- 安托諾夫An-124
- 洛克希德C-5
- E-4B
- VC-25
- ATL-98運輸機
- AW660大商船運輸機

## 外部連結
- Boeing: 747-8 （页面存档备份，存于）
- 747sp.com （页面存档备份，存于）
- 民航機型 - 波音747系列
- 747-8I首飛 （页面存档备份，存于）
- 波音公司747-400LCF改造中照片
- 波音七四七巨型客機來台 - VCenter影音分享網站（Video Sharing Website） （页面存档备份，存于）